# Nhà Tấn
Nhà Tấn (giản thể: 晋朝; phồn thể: 晉朝; bính âm: Jìn Cháo; Wade–Giles: Chin⁴-ch'ao², IPA: [tɕîn tʂʰɑ̌ʊ]; 266–420 theo dương lịch), là một trong Lục triều trong lịch sử, sau thời Tam Quốc và trước thời Nam Bắc triều ở Trung Quốc. Triều đại này do Tư Mã Viêm thành lập, sau thời kỳ Tam Quốc (220-280), với việc Tấn đánh chiếm Đông Ngô năm 280.
Có hai giai đoạn lịch sử của nhà Tấn. Nhà Tây Tấn (265–316) là sự kế tục của Tào Ngụy sau khi Tư Mã Viêm chiếm quyền lực, và có thủ đô tại Lạc Dương hoặc Trường An. Tây Tấn thống nhất Trung Quốc năm 280, nhưng sau đó bị rơi vào một cuộc nội chiến và cuộc xâm lược của Ngũ Hồ. Miền Bắc bị xâm chiếm, cát cứ và bị chia tách thành Ngũ Hồ thập lục quốc. Các quốc gia nhỏ này đánh lẫn nhau và với nhà Tây Tấn, chuyển sang giai đoạn thứ hai của lịch sử triều đại, nhà Đông Tấn khi Tư Mã Duệ chuyển kinh đô về Kiến Khang (Nam Kinh ngày nay). Cuối cùng Đông Tấn bị nhà Lưu Tống tiêu diệt năm 420.

## Tây Tấn (266-316)

### Thống nhất Trung Hoa
Nhà Tấn bắt đầu hình thành quyền lực từ Tư Mã Ý, đại thần nhà Tào Ngụy . Sau khi Ngụy Minh đế Tào Duệ qua đời năm 239, vua nhỏ Tào Phương không có thực quyền, cha con Tư Mã Ý trở thành quyền thần.
Năm 251, Tư Mã Ý chết, hai con Tư Mã Sư và Tư Mã Chiêu thay nhau nắm quyền. Ngay năm sau, Tư Mã Sư phế vua là Tào Phương, lập Tào Mao. Tư Mã Sư qua đời, Tư Mã Chiêu một mình nắm quyền. Năm 260, Tào Mao muốn trừ khử Tư Mã Chiêu, bị Tư Mã Chiêu ra tay giết và lập Tào Hoán lên thay, tức Ngụy Nguyên đế.
Cuối thời Tam Quốc, Ngụy là nước mạnh nhất trong số ba nước, tiềm lực cả về kinh tế, dân số. Thục và Ngô có dân cư thưa thớt hơn và ít của cải hơn, do đó dần dần bị thế lực của Tào Ngụy lấn át. Với quyền kiểm soát cả về chính trị lẫn quân sự, gia tộc Tư Mã dần nắm thực quyền ở Tào Ngụy.

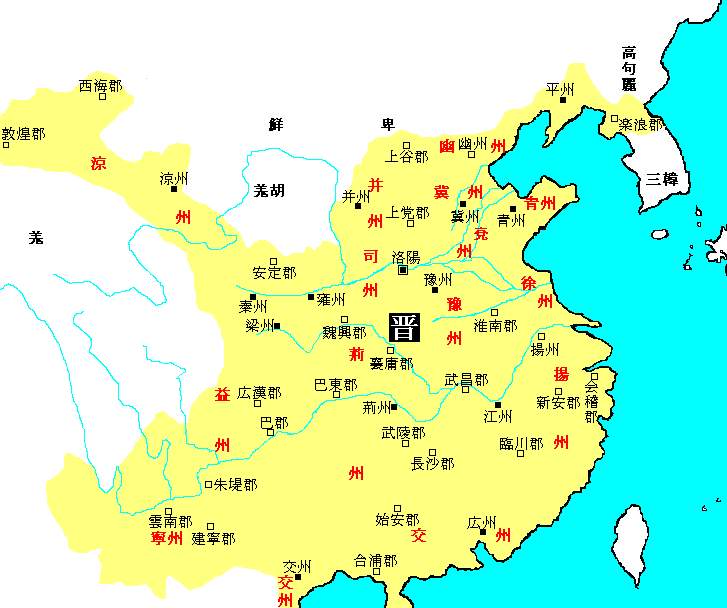
Bản đồ Trung Quốc thời Tây Tấn

Sau nhiều năm vừa trấn áp sự chống đối của những người trung thành với nhà Tào Ngụy để củng cố quyền lực, vừa chống trả thành công những cuộc xâm lấn của Đông Ngô và Thục Hán, người đứng đầu gia tộc Tư Mã là Tư Mã Chiêu quyết định đánh Thục Hán khi nước này đã suy yếu và nội bộ mất đoàn kết. Năm 263, quân Ngụy khởi binh đánh Thục và nhanh chóng tiêu diệt vương triều Thục Hán. Đầu năm 264, vua Thục Hán là Lưu Thiện đầu hàng.
Năm 264, Tư Mã Chiêu qua đời. Con cả là Tư Mã Viêm lên thay, không lâu sau bức ép vua Ngụy là Tào Hoán thiện nhượng ngai vị cho mình vào ngày Nhâm Tuất (13) tháng 12 năm Ất Dậu (tức 4 tháng 2 năm 266 theo dương lịch). Tư Mã Viêm lên ngôi Hoàng đế vào ngày Bính Dần (17) cùng tháng  (tức 8 tháng 2), lập ra nhà Tấn, tức là Tấn Vũ Đế (266-290). Tư Mã Ý được truy tôn làm Tuyên đế, Tư Mã Sư làm Cảnh đế, Tư Mã Chiêu làm Văn đế.
Năm 280, Tấn Vũ đế chinh phục nốt nước Đông Ngô, bắt vua Ngô là Tôn Hạo. Trung Quốc lại được thống nhất, và Tấn Vũ đế mở rộng quyền lực của mình về phía bắc đến trung tâm Triều Tiên và phía nam đến hết Giao Châu (Miền Bắc Việt Nam).

### Cai trị quốc gia

#### Dân số

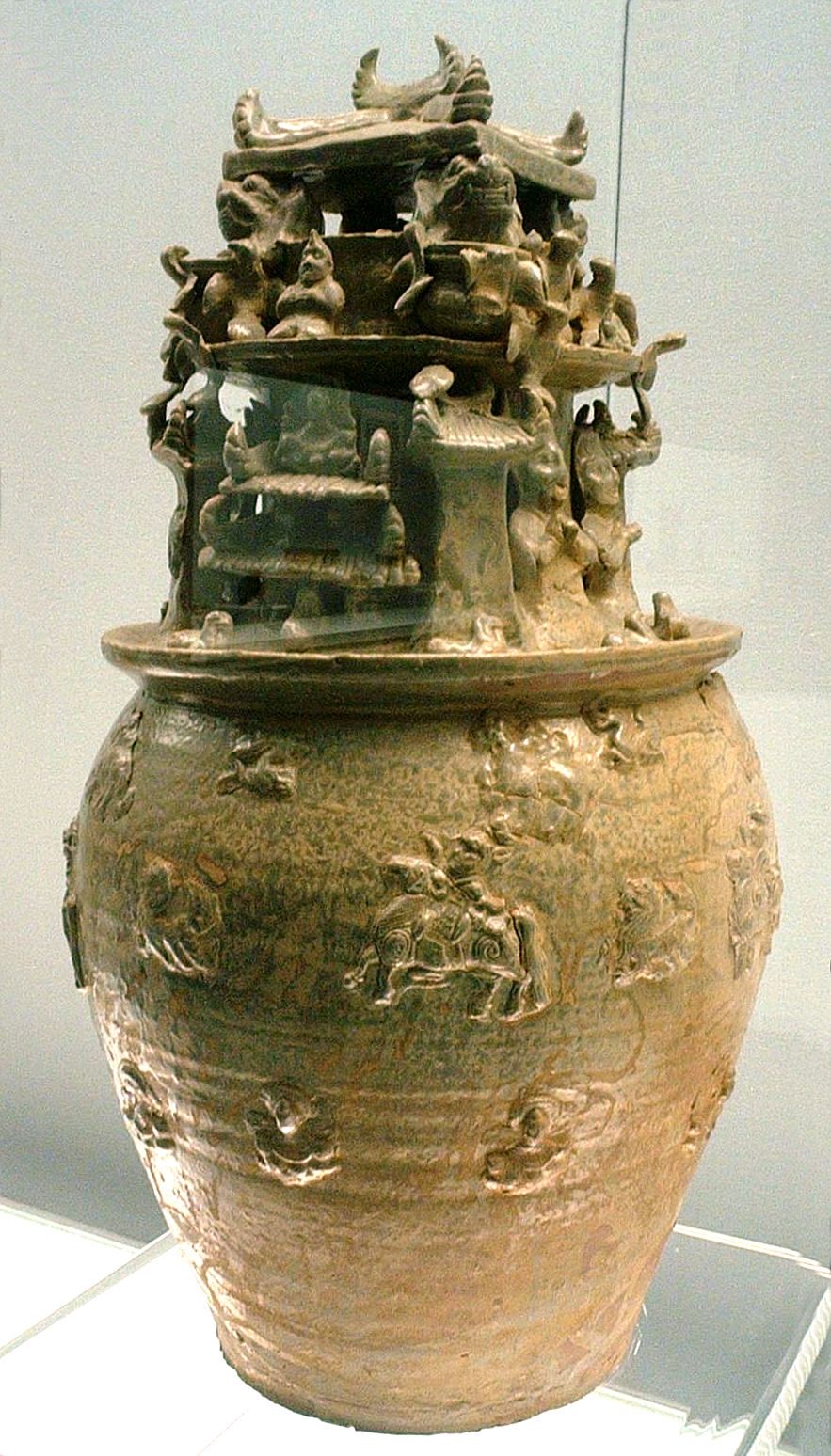
Bình từ thời Tây Tấn với hình ảnh Phật giáo

Trước sự hùng mạnh của Tây Tấn, những sự cướp phá chống Trung Quốc của Hung Nô và những bộ tộc khác tạm dừng trong một thời gian. Và chính sách định cư các bộ tộc bên trong Trung Quốc đã có kết quả. Triển vọng về một nền hòa bình, thống nhất và thịnh vượng bắt đầu.
Để khắc phục tình trạng hao hụt dân số do chiến tranh thời Tam Quốc, ngay từ khi lên ngôi, Tấn Vũ Đế đề ra chính sách khuyến khích phát triển dân số:
- Con gái đến 17 tuổi chưa gả chồng thì quan sẽ thay cha mẹ gả cho
- Nhà có năm con gái được miễn dịch để khuyến khích việc nuôi con gái và trừ bỏ thói xấu từ thời Chiến Quốc là sinh con gái thường ít nuôi[4].

Năm 280, tính cả những dân lưu vong trở về, trên toàn lãnh thổ do nhà Tấn cai trị có 2.450.000 hộ, 16.163.863 nhân khẩu.

#### Phân phong chư hầu
Để nhanh chóng dẹp các cuộc nổi dậy của các dân tộc thiểu số, nhà Tấn chia nhỏ các châu, quận vùng biên cương, giao cho các hoàng thân đi trấn giữ. Từ tổng số 12 châu thời nhà Hán tăng lên thành 19 châu trong toàn quốc:
- U Châu chia làm 2: U Châu và Bình Châu
- Ung Châu chia làm 2: Ung Châu và Tần Châu
- Ích Châu chia làm 3: Lương Châu, Ích Châu và Ninh Châu.

Tấn Vũ Đế không thay đổi nhiều chính sách của nhà Ngụy. Nhưng với chế độ phân phong cho họ hàng thì khác hẳn. Khi thi hành chính sách mới, nhà Tấn cho rằng sở dĩ Tào Ngụy dễ bị đoạt ngôi là vì nhà vua lẻ loi ở trung ương, không có vây cánh là hoàng tộc ở các địa phương, vì thế Vũ Đế chủ trương mở rộng các phiên vương trong hoàng tộc:
- Nước phong có 2 vạn hộ là nước lớn, quân sĩ 5.000 người;
- Có 1 vạn hộ là nước vừa, quân sĩ 3.000 người
- Nước có 5.000 hộ là nước nhỏ, quân sĩ có 500 người.

Do việc tăng binh lực cho các thân vương trong hoàng tộc nên họ dễ gây ra nội chiến để giành ngôi, thực tế Loạn bát vương sau này cho thấy đây chính là một sai lầm cực đoan.
Vũ Đế tìm cách quay lại thời kỳ vĩ đại của triều Hán, khi hòa bình và thịnh vượng có ở khắp đất nước và nhà Hán có được quyền lực trung ương mạnh. Tấn Vũ Đế đặt ra các cải cách nhằm mục đích kiềm chế quyền lực địa phương - quyền lực của các gia đình lớn. Nhưng những cải cách đó không thành công. Ông chết năm 290 khi thế lực của các chư hầu, lãnh chúa lớn ở Trung Quốc càng thêm lớn mạnh trong khi người kế vị không đủ năng lực nên nhà Tấn nhanh chóng bị suy yếu.

#### Vấn đề ngườingoại tộc
Từ thời nhà Hán sang thời Tam Quốc, những người thiểu số như người Hung Nô, người Khương, người Tiên Ty v.v... đã xâm nhập vào trung nguyên và ở lẫn với người Hán. Trong thời Tào Ngụy, ý tưởng đề phòng sự nổi dậy của những tộc người này đã được Đặng Ngải nêu ra và Tư Mã Sư tán đồng, nhưng chưa thực hiện..
Tấn Vũ Đế đã tiến hành các chiến dịch quân sự chống người Tiên Ti và người Khương ở Tần Châu, Lương Châu (Cam Túc), trước khi tiêu diệt Đông Ngô. Kế hoạch quân sự này được các tướng Dương Hỗ, Vương Tuấn đầu Tây Tấn và Tể tướng Trương Hoa ủng hộ.
Năm 271, thế lực của tộc Tiên Ti ở Lũng Hữu Cam Túc nhanh chóng lớn mạnh, tháng 6, Thụ Cơ Năng, thủ lĩnh bộ Thốc Phát giết chết Thứ sử Tần Châu Hồ Liệt. Tấn Vũ Đế phái Tư Khang Hiệu úy Thạch Giám làm An Tây Tướng quân, Đô đốc Lũng Hữu, Đỗ Dự làm An Tây quân sự đem quân đàn áp người Tiên Ty, đến năm sau tình hình Lũng Hữu mới yên ổn. Tuy nhiên ở phía bắc, Hữu hiền vương Nam Hung Nô là Lưu Mãnh lại dấy binh chống lại nhà Tấn ở Tinh Châu (Sơn Tây), sau cũng bị trấn áp.
Khi Tấn Vũ Đế diệt Đông Ngô, Quách Khâm cũng đề cập nguy cơ này và khuyên Vũ Đế điều lưu dân ngoại tộc trở về bản quán để tách họ với người Hán; đồng thời điều quân vừa thắng Đông Ngô lên biên cương đề phòng, từng bước đẩy người thiểu số ra khỏi biên cương. Tuy nhiên, Tấn Vũ Đế đã không tiếp thu ý kiến này. Các nhà nghiên cứu hiện nay xem quyết định của Vũ Đế ít nhiều mang tính đạo lý để tránh xáo trộn xã hội..
Nhưng sau khi Tấn Vũ Đế qua đời, trào lưu bài trừ lưu dân trong triều Tây Tấn tiếp tục dấy lên, tiêu biểu là bài "Đồ Nhung luận" (Thuyết đuổi người Nhung) của Thái tử tẩy mã Giang Thống, cho rằng các tộc người không phải cùng tộc với người Hán thì lòng dạ họ tất khác nhằm di dời người thiểu số ra khỏi lãnh thổ đề nghị cho dời khỏi Quan Trung nhưng Triều đình không chấp nhận. Tuy nhiên những năm sau đó, việc Triều đình Tây Tấn theo đuổi chính sách này ngay trong "Loạn bát vương" đã dẫn đến các cuộc nổi dậy của lưu dân, trong đó hậu quả tai hại nhất là của Lý Đặc và Vương Nhung, góp phần càng làm suy yếu nhà Tấn. Triều đình Tây Tấn sau thời Vũ Đế đã không biết áp dụng hòa hợp dân tộc, dùng chính sách thù địch với người thiểu số nên mới dẫn đến loạn lạc.

### Bát vương chi loạn
Cùng với cái chết của Tấn Vũ Đế, Triều đình Tây Tấn lập tức xuống dốc. Một số đại thần từng khuyên Tấn Vũ Đế bỏ Thái tử Tư Mã Trung lập người khác nhưng Tấn Vũ Đế không nghe vì nể thông gia nhà đại thần Giả Sung. Tư Mã Trung lấy con gái Giả Sung là Giả Nam Phong, được lên kế vị, tức Tấn Huệ Đế, một hoàng đế đần độn. Sử chép lại một số câu chuyện về hoàng đế ngây ngô này. Khi nghe ếch kêu, Huệ Đế hỏi thị thần: 
Ếch nó kêu vì việc công hay vì việc tư đấy?
Lúc nghe tin dân bị đói, đến gạo cũng không còn để ăn, Huệ Đế lại buột miệng hỏi:
Dân không có gạo ăn, sao không ăn thịt?
Quyền hành rơi vào tay Hoàng hậu Giả Nam Phong. Bà vốn đa nghi nên hay bắt đầu bắt giữ và hành quyết bất kỳ ai mà bà cho là một mối đe dọa cho vị trí của mình, kể cả những kẻ đối lập trong Hoàng gia. Trong vòng xoáy quyền lực đó, Giả Hậu muốn tận dụng các thân vương trừ khử lẫn nhau để loại bớt người không vây cánh nhưng rồi chính bà bị các hoàng thân trừ khử. Cuộc xung đột nổ ra giữa các hoàng thân nhà Tấn, sử gọi là Loạn bát vương (Bát vương chi loạn)

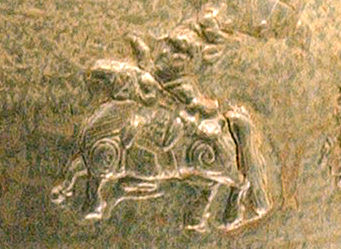
Người cưỡi ngựa thời Tấn trên mặt bình

Những cuộc thanh trừng, bắt bớ tại Kinh đô xảy ra liên tục. Bên ngoài, các thân vương thi nhau dựng cờ "cần vương" nhưng thực chất để khuếch trương thế lực. Nhiều vương công và hàng vạn người bị giết. Hoàng hậu họ Giả không thể giết tất cả những kẻ đối nghịch với mình. Năm 300, một hoàng thân là Triệu Vương Tư Mã Luân đã làm đảo chính, giết Giả Hậu và nhiều người khác, đồng thời ép vị vua nhu nhược phải nhường ngôi. Đến lượt các vương hầu khác khởi binh chống lại Tư Mã Luân và giết ông chỉ sau 3 tháng. Vị vua nhu nhược Tư Mã Trung lại được lập làm Hoàng đế lần thứ hai. Tuy nhiên, cuộc chiến giữa các vương hầu không hề kết thúc. Số lượng người chết vì cuộc chiến rất lớn. Thêm vào đó, hạn hán và nạn đói liên tiếp xảy ra. Chính phủ Trung ương suy yếu và hoàn toàn bất lực trước sức mạnh của các lãnh chúa địa phương. Chu kỳ bước qua giai đoạn thống nhất giờ lại bước vào giai đoạn tan rã.
Tám vị vương là tôn thất nhà Tấn gây ra bạo loạn gồm có:
1. Sở Vương Tư Mã Vĩ (con thứ năm của Tấn Vũ Đế).
2. Nhữ Nam Vương Tư Mã Lượng (con thứ tư của Tư Mã Ý, vào hàng chú của Tấn Vũ Đế, ông Tấn Huệ Đế).
3. Triệu Vương Tư Mã Luân (con thứ 9 của Tư Mã Ý, em Tư Mã Lượng): là người tham vọng nhất, từng phế Huệ Đế Tư Mã Trung để làm vua, nhưng bị các vương khác xúm lại đánh, buộc phải tự vẫn năm 301.
4. Tề Vương Tư Mã Quýnh (con Tư Mã Du - em Tấn Vũ Đế. Du từng được Tư Mã Chiêu cho làm con nuôi Tư Mã Sư).
5. Thường Sơn Vương (sau là Trường Sa Vương) Tư Mã Nghệ (cháu thứ sáu của Tấn Vũ Đế).
6. Thành Đô Vương Tư Mã Dĩnh (con thứ 16 của Tấn Vũ Đế).
7. Hà Gian Vương Tư Mã Ngung (cháu Tư Mã Phu - em Tư Mã Ý).
8. Đông Hải Vương Tư Mã Việt (cháu Tư Mã Ý).

### Diệt vong

#### Người Tung, người Hung Nô nổi dậy
Loạn bát vương làm nhà Tây Tấn suy yếu trầm trọng. Khoảng 20 - 30 vạn người bị chết. Hàng loạt tôn thất có thế lực và tài năng bị giết, khiến Hoàng tộc khủng hoảng nhân sự không có người phò trợ. Chiến tranh xảy ra khiến nhiều vùng bị tàn phá. Các bộ tộc ngoại vi thừa cơ xâm nhập và làm loạn Trung Hoa.
Tại vùng Quan Trung có lưu dân tộc người Tung, vì mất mùa mấy năm, kéo hàng chục vạn người vào quận Thục kiếm ăn. Nhà Tấn sai La Thượng vào Thục, ép lưu dân người Tung rời khỏi Ích Châu vào tháng 7 năm 302. Thủ lĩnh người Tung là Lý Đặc xin được gặt mùa xong, tới mùa đông sẽ đi. La Thượng không bằng lòng, mang quân đến đánh đuổi Lý Đặc. Người Tung bèn theo Lý Đặc và cháu là Lý Hùng nổi dậy làm phản, cát cứ Tây Xuyên mà nhà Tấn không còn khả năng quản lý. Sau khi Lý Đặc tử trận, Lý Hùng lập ra nước Thành Hán (303). Từ đó nhà Tây Tấn mất hẳn đất Thục.
Trong Loạn bát vương, do khủng hoảng nhân sự, các vương nhà Tấn phải dùng tới các tướng sĩ người "Hồ" và họ nhân đó phát triển thế lực. Một bộ tướng của Thành Đô Vương Tư Mã Dĩnh (tham chiến bát vương) là Lưu Uyên đã lớn mạnh trong lúc các sứ quân họ Tư Mã giết hại lẫn nhau. Khi Loạn bát vương chấm dứt, Tư Mã Dĩnh đã bị giết; trong 8 vương chỉ còn lại Đông Hải Vương Tư Mã Việt nắm quyền trong triều.
Lưu Uyên phát triển thành cánh quân độc lập. Năm 304, Uyên xưng làm vua, lập ra nhà Hán, sử gọi là Hán Triệu. Uyên mang quân đánh chiếm đất nhà Tấn.
Tháng 11 năm 306, Huệ Đế Tư Mã Trung bị giết, Hoài Đế Tư Mã Xí được lập lên thay. Nhà Tấn phải đối phó với nguy cơ làm loạn của các ngoại tộc người Hồ tràn lan khắp Trung Nguyên.

#### Giằng co với quân Hán Triệu
Bộ tướng cũ của Tư Mã Dĩnh là Công Sư Phiên khởi binh báo thù cho chủ. Thứ sử Duyện Châu Tuân Hi đánh bại và giết chết Phiên. Bộ tướng của Phiên là Cấp Tân và Thạch Lặc vẫn không chịu bãi binh. Năm 307, Tân và Lặc mang quân đánh chiếm Nghiệp Thành, giết Tân Thái Vương Tư Mã Đằng. Tư Mã Việt sai Tuân Hi mang quân đánh chiếm lại được Nghiệp Thành. Tân bỏ chạy rồi bị giết, còn Thạch Lặc chạy về hàng Lưu Uyên.
Trong lúc đó, một cuộc nổi dậy do Lưu Bá Căn đứng đầu cũng bị dẹp yên. Căn bị giết, bộ tướng Vương Di đóng quân ở Hà Bắc cũng quy phục Lưu Uyên.
Năm 308, Lưu Uyên sai con là Lưu Thông Nam tiến đánh Thái Nguyên, sai Thạch Lặc đánh đất Triệu, Ngụy, lại lệnh cho Vương Di đánh phá các châu. Vương Di lại liên tiếp khiến các châu Dự, Duyện, Từ, Thanh bị uy hiếp, Thứ sử Thanh Châu Tuân Hi (Tư Mã Việt điều Hi từ Duyện Châu về Thanh Châu) đối phó rất vất vả. Tháng 5 năm đó, Di tấn công Kinh thành Lạc Dương nhưng bị viện binh nhà Tấn đánh bại, phải chạy về nhập vào quân Lưu Uyên.
Tháng 7 năm 308, quân Hán Triệu hạ được Bình Dương (Sơn Tây, Trung Quốc). Lưu Uyên dời đô về đây, xưng làm Hoàng đế.
Tháng 9 năm đó, Vương Di và Thạch Lặc hợp binh tấn công Nghiệp Thành, tướng Hòa Úc bỏ thành chạy. Sau khi chiếm Nghiệp Thành, Thạch Lặc lại cùng tướng Hán Triệu khác là Lưu Linh đánh Ngụy Quận, Cấp Quận, Đốn Khâu, liên tiếp hạ 50 đồn. Các châu quận vùng Ký Nam, Hà Bắc bị tàn phá thời Loạn bát vương, binh lực yếu ớt, nên quân Hán Triệu tiến rất dễ dàng.
Năm 309, Lưu Uyên sai Lưu Thông, Vương Di đánh Thượng Đảng. Thứ sử Tinh Châu Lưu Côn mang quân cứu. Tư Mã Việt ở Lạc Dương cũng sai Vương Khoáng đi cứu. Thông và Di hợp binh đánh bại hai cánh viện binh, sau đó lại chiếm lấy Đồn Lưu, Trưởng Tử khiến tướng giữ Thượng Đảng là Bàng Thuần cùng kế phải đầu hàng. Quận Thượng Đảng chỉ còn thành Tương Viên giữ được, Lưu Côn sai bộ tướng Trương Ỷ đến trấn thủ.
Tháng 8 năm 309, Lưu Uyên tấn công Lạc Dương. Quân Tấn nhân lúc Uyên vừa thắng trận, chủ quan khinh địch, bất ngờ đánh úp khiến Uyên bị thua to, phải rút chạy.
Tháng 10 năm đó, Uyên cùng các tướng Lưu Thông, Vương Di, Lưu Cảnh tấn công Lạc Dương lần thứ hai. Quân Tấn chống trả quyết liệt, giết chết 3 tướng Hô Diên Yến, Hô Diên Hạo, Hô Diên Lãng, lại chặn đường tiếp lương từ huyện Thiểm khiến quân Hán Triệu thiếu lương. Uyên phải rút quân về Bình Dương.

#### Lạc Dương thất thủ
Năm 310, Lưu Uyên chết, con thứ Lưu Thông giết anh là Lưu Hòa lên ngôi, tức Chiêu Vũ Đế.
Đầu năm 310, tướng Hán Triệu là Vương Di sai bộ tướng Tào Nghi đánh chiếm Đông Bình và tấn công Lang Nha; Thạch Lặc mang quân hợp với Di đánh 3 châu Từ, Duyện, Dự, chiếm được Yên Thành, giết Thứ sử Duyện Châu nhà Tấn là Viên Phu, sau đó đánh chiếm các quận thuộc Ký Châu. Khi đó phần lớn đất đai phía đông Lạc Dương đã bị mất, Thứ sử Thanh Châu Tuân Hi và Thứ sử Dự Châu Phùng Tổng có thực lực nhưng vì bất hòa với Tư Mã Việt nên không phát binh cứu.
Trong lúc đó, Tư Mã Việt lại phạm sai lầm khác. Lưu dân Ung Châu đang ở Nam Dương, Việt hạ lệnh cho dân phải về quê. Lưu dân vì Quan Trung đã bị tàn phá không muốn về, Việt sai quân áp giải ép phải đi. Do đó lưu dân theo Vương Như làm loạn, đánh phá các huyện quanh Lạc Dương khiến nhà Tấn càng nguy khốn, bốn mặt phải thụ địch.
Tháng 10 năm 310, các tướng Hán Triệu là Lưu Diệu, Lưu Xán (con Lưu Thông), Vương Di, Thạch Lặc chia đường cùng nhau tấn công Lạc Dương lần thứ ba. Trong thành lại thiếu lương, tình hình rất nguy cấp. Nhưng nội bộ nhà Tấn vẫn bị chia rẽ. Tư Mã Việt chuyên quyền, giết các tâm phúc của Tấn Hoài Đế khiến vua tôi càng mâu thuẫn. Lưu Côn ở Tinh Châu muốn mượn quân Tiên Ty của Thác Bạt Y Lư vào đánh Hung Nô nhưng Tư Mã Việt không nghe, vì sợ các địch thủ Tuân Hi, Phùng Tổng cũng đang trấn thủ phía bắc sẽ thừa cơ cùng tràn vào. Hoài Đế sai người đi cầu cứu, chỉ có Sơn Giản ở Tương Dương và Vương Trừng ở Kinh Châu muốn phát binh, nhưng hai cánh quân này lại bị quân của Vương Như (lưu dân Ung Châu) chặn đánh nên phải rút về cố thủ.
Tháng 11 năm 310, Tư Mã Việt thấy Lạc Dương nguy cấp không thể giữ nổi, bèn mang 4 vạn quân sang Hứa Xương, bỏ lại Hoài Đế. Vương Diễn ở lại Lạc Dương không khống chế được tình hình hỗn loạn. Tháng 3 năm 311, Hoài Đế tức giận viết thư lên Thanh Châu sai Tuân Hi đánh Việt. Việt ở Hứa Xương đang thấy Thạch Lặc đến gần, lại bắt được thư của Hoài Đế gửi cho Tuân Hi, căm giận thành bệnh mà chết. Tư đồ Vương Diễn mang xác Việt ra ngoài chôn cất, bị Thạch Lặc chặn đánh, giết chết mấy vạn quân Tấn. Thạch Lặc bắt được Vương Diễn và quan tài của Tư Mã Việt. Lặc giết Diễn rồi băm xác Việt.
Tuân Hi nhân lúc quân Hán Triệu đi đánh Việt, nới lỏng vòng vây bèn sai người mang xe đến Lạc Dương đón Hoài Đế. Nhưng các đại thần tiếc gia tài nên lần lữa không đi. Sứ của Tuân Hi phải trở về. Mãi sau, liệu tình hình không thể ở được, Hoài Đế đành tự đi bộ với vài chục quan viên, ra ngoài thành Lạc Dương bị lưu dân chặn đường trấn lột hết đồ mang theo, buộc phải quay trở lại.
Thạch Lặc cùng Vương Di, Hô Diên Yến biết Lạc Dương đã rất rệu rã, mang quân quay trở lại, ồ ạt tấn công lần thứ tư. Ngày 11 tháng 6, quân Hán Triệu phá được cửa Nam, kéo vào thành, giết 3 vạn quân dân nhà Tấn, bắt sống Hoài Đế và Dương Hoàng hậu thứ hai của Tấn Huệ Đế. Kinh thành Lạc Dương bị cướp bóc và tàn phá.

#### Trường An thất thủ
Vua Tấn bị bắt nhưng vẫn không ai lập vua thay để có chính lệnh điều khiển thiên hạ cứu vãn tình thế. Tuân Hi nắm được Dự Chương Vương Tư Mã Đoan (cháu Hoài Đế), đang định đưa lên ngôi. Tháng 8 năm 311, tướng Hán là Lưu Xán và Lưu Diệu (con nuôi Lưu Uyên) đánh chiếm Trường An, bắt giết Nam Dương Vương Tư Mã Mô. Sang tháng sau, Thạch Lặc đánh chiếm Mông Thành, bắt sống Tuân Hi và Tư Mã Đoan.
Khi Lạc Dương thất thủ, một người cháu Hoài Đế là Tần Vương Tư Mã Nghiệp chạy về huyện Mật, gặp cậu là Tư không Tuân Phiên. Vừa lúc đó Thứ sử Dự Châu Diêm Đỉnh mộ được vài ngàn quân ở đó, bèn cùng hợp binh cố thủ.
Các tướng Quan Trung là Sách Lâm, Giả Thất dấy binh khôi phục nhà Tấn, được dân Quan Trung hưởng ứng, mang quân bao vây Trường An. Lưu Diệu và Lưu Xán thua trận, phải cố thủ. Tới tháng 4 năm 312, Giả Thất chiếm được Trường An, hai tướng Hán phải bỏ chạy về Bình Dương.
Giả Thất sai người đi đón Tư Mã Nghiệp về Ung Thành rồi rước về Trường An. Tháng 9 năm 312, Nghiệp được tôn làm Thái tử. Nhưng khi quân địch rút lui, các tướng Tấn là Giả Thất, Sách Lâm và Diêm Đỉnh lại tranh giành quyền bính. Tháng 12 năm đó, Giả Thất giao chiến với tướng Hán là Bành Thiên Hộ tử trận. Quân Hán rút đi, Diêm Đỉnh giết Lương Tổng; Sách Lâm và Cúc Doãn lại mang quân đánh và giết chết Diêm Đỉnh.
Năm 313, Tấn Hoài Đế bị Lưu Thông giết ở Bình Dương. Sách Lâm tôn Tư Mã Nghiệp lên ngôi, tức Tấn Mẫn Đế (313-316). Mẫn Đế viết chiếu, triệu các trấn cần vương đánh Hung Nô: Vương Tuấn ở U Châu, Lưu Côn ở Tinh Châu, Tư Mã Bảo (con Tư Mã Mô) ở Thượng Khuê, Tư Mã Tuấn ở Giang Nam. Tuy nhiên Vương Tuấn chỉ lo cát cứ phát triển thế lực riêng, Lưu Côn không đủ thực lực vốn phải dựa vào các bộ lạc người Tiên Ty mới đứng được ở Tinh Châu, Tư Mã Tuấn muốn yên ổn ở Giang Nam, lấy cớ đánh dẹp quân phiến loạn Đỗ Thao nên không phát binh; còn Tư Mã Bảo rất yếu không có khả năng đương đầu với quân Hán.
Sách Lâm và Cúc Doãn ở Trường An phải đơn độc chiến đấu với quân Hung Nô. Dù quân Tấn vài lần đánh lui được địch nhưng ngày càng hao mòn, lại không được tiếp viện nên không thể giữ lâu.
Tháng 8 năm 316, Lưu Diệu tấn công Trường An lần nữa. Thành ngoài bị mất nước, Sách Lâm phải lui vào thành nhỏ. Trong thành giá 1 đấu gạo lên tới 2 lượng vàng, người trong thành giết nhau để ăn. Mẫn Đế cùng đường, bèn bàn với Cúc Doãn "nhẫn nhục ra hàng, để cứu sĩ dân". Sách Lâm mưu tính việc riêng, sai người ra nói với Lưu Diệu rằng trong thành đủ lương, nhưng nếu Lâm được phong chức lớn thì Lâm sẽ hàng. Lưu Diệu cự tuyệt.
Ngày 11 tháng 11 (tức 11 tháng 12 DL) năm đó, Mẫn Đế mang ngọc tỷ truyền quốc ra hàng, bị giải về Bình Dương, phong làm Hoài An Hầu. Cúc Doãn tự vẫn trong ngục, Sách Lâm bất trung nên bị Lưu Thông giết chết.
Nhà Tây Tấn diệt vong, tồn tại được 52 năm, có tất cả bốn vua. Hơn 1 năm sau, Mẫn Đế bị Lưu Thông giết ở Bình Dương khi mới 18 tuổi.

## Đông Tấn (317-420)

### Tấn Nguyên Đế cố thủ ở Giang Nam
Trong lúc Ngũ Hồ tràn vào Trung Nguyên, thân thuộc nhà Tấn bỏ chạy từ phía bắc về phía nam và tái lập nhà Tấn ở thành Kiến Khang, nằm ở phía đông nam Lạc Dương và Trường An, gần Nam Kinh ngày nay, dưới quyền Lang Nha Vương (琅邪王) Tư Mã Tuấn.
Từ năm 307, khi Loạn bát vương sắp kết thúc, Tư Mã Tuấn được Tư Mã Việt cử đi Dương Châu, cai quản vùng Giang Nam. Đi cùng Tư Mã Tuấn có văn thần Vương Đạo. Khi đến Giang Nam, Tư Mã Tuấn hoàn toàn dựa vào Vương Đạo về chính sách và anh họ Đạo là Vương Đôn về quân sự. Khi đó Giang Nam cũng vừa trải qua vụ biến loạn của Trần Mẫn, sau đó lại nổ ra cuộc nổi dậy của Đỗ Thao (311). Vương Đôn đánh dẹp cuộc nổi dậy của các tướng sĩ vùng trung du Trường Giang, trở thành lực lượng quân sự mạnh.
Vì phương bắc bị Ngũ Hồ đánh chiếm, nhiều thế tộc, nhân sĩ phương Bắc chạy xuống miền Nam theo Tư Mã Tuấn. Theo chủ trương của Vương Đạo, Tư Mã Tuấn ra sức lấy lòng nhân sĩ Giang Nam để củng cố hậu phương, không có ý định Bắc tiến đánh Ngũ Hồ. Tuy nhiên bề ngoài, ông vẫn tỏ ra hưởng ứng Bắc phạt để khôi phục Trung Nguyên. Triều đình Tây Tấn bị quân Hán Triệu uy hiếp mạnh mẽ. Năm 313, Tấn Mẫn Đế ở Trường An phát hịch kêu gọi các trấn cần vương, sai sứ đến Kiến Khang cầu viện. Tư Mã Tuấn theo lời Vương Đạo, lấy lý do phải lo đánh dẹp Đỗ Thao mà từ chối cần vương.
Năm 316, tin Tấn Mẫn Đế bị quân Hán Triệu bắt truyền tới, các tướng gốc phương Bắc, đứng đầu là Tổ Địch kiên quyết đề xướng Bắc tiến, nhưng Tư Mã Tuấn chỉ ủng hộ bề ngoài. Ông mặc áo giáp ra trước hàng quân, như chuẩn bị làm lễ ra quân, nhưng sau đó lấy lý do thiếu lương, mang một viên quan nhỏ phụ trách việc lương ra chém, rồi trì hoàn luôn việc Bắc phạt. Tổ Địch tự mình phải xoay xở việc quân lương đi đánh Ngũ Hồ, cũng chỉ được cấp phát ít lương.
Không lâu sau, tin Tấn Mẫn Đế bị Lưu Thông giết hại truyền tới, các tướng đứng đầu là anh em Vương Đôn và Vương Đạo cùng tôn Tư Mã Tuấn lên ngôi để kế tục nhà Tấn. Các họ lớn ở đó gồm có Chu (朱), Cam, Lữ, Cổ, Chu (周) ủng hộ Lang Nha Vương tự phong làm vua, tức là Nguyên Đế của triều Đông Tấn (東晉, 317-420). Bởi vì các vị vua triều Đông Tấn thuộc dòng dõi Lang Nha Vương, vốn là chi dưới trong họ Tư Mã, các nước Ngũ Hồ đối nghịch không công nhận tính chính thống của nó và lúc ấy họ gọi Tấn là "Lang Nha".

### Đường lối chính trị của Vương Đạo

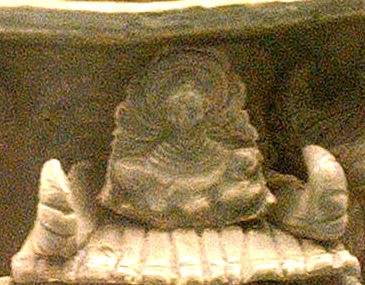
Hình Phật thời Tấn trên mặt bình

Tể tướng Vương Đạo (276 -339) chấp chính trong 33 năm suốt 3 triều vua Nguyên Đế, Minh Đế, Thành Đế chủ trương đường lối bảo vệ quyền lực Hoàng đế, cân bằng các sĩ tộc hai vùng Giang Bắc và Giang Nam, nhượng bộ và buông lỏng với thế gia đại tộc. Những chính sách có hại cho giai tầng sĩ tộc đều được Vương Đạo né tránh không áp dụng. Mặt khác, Vương Đạo tác động các vua Tấn chủ trương giữ vững Giang Nam, không dốc sức Bắc phạt, vì thực lực nhà Đông Tấn mới tụ ở Giang Nam không đủ mạnh để làm chiến tranh toàn diện và chưa hoàn toàn dàn xếp được mâu thuẫn giữa các tầng lớp sĩ tộc nam, bắc.
Quan điểm của Vương Đạo là "cứ bình tĩnh, cầu sao cho hòa hoãn tạm thời rồi mọi việc đâu lại vào đấy". Chính sách này được các tể tướng Đông Tấn kế thừa và áp dụng mãi cho đến khi một người dòng họ Tư Mã lên nắm quyền là Tư Mã Đạo Tử mới thay đổi.
Do Tấn Nguyên Đế hoàn toàn dựa vào anh em Vương Đôn, Vương Đạo khi cai trị, đương thời có câu "Vương và Mã chung thiên hạ". Dù có người anh họ Vương Đôn mưu việc phản nghịch chống Triều đình nhưng Vương Đạo vẫn trước sau trung thành với nhà Đông Tấn. Vương Đạo được mệnh danh là hiền tướng đương thời. Nhờ vậy chính quyền Đông Tấn vẫn tồn tại qua hai cuộc nổi loạn của Vương Đôn và Tô Tuấn.

### Hai vụ biến loạn

#### Vương Đôn
Vương Đôn là anh họ Vương Đạo, lấy công chúa con Tấn Vũ Đế, sau làm Thứ sử Thanh Châu, đang nắm lực lượng quân sự mạnh ở trung du sông Trường Giang, được phong là Trấn Đông Tướng quân, Đô đốc quân sự lục châu Giang, Hoài, Kinh, Tương, Giao, Quảng. Năm 320, mâu thuẫn giữa Tấn Nguyên Đế và Vương Đôn lên đến đỉnh điểm, Vương Đôn ngày càng có nhiều tham vọng kiểm soát các tỉnh phía tây. Sang năm sau, Nguyên Đế lệnh cho các tướng Đới Uyên, Lưu Quỹ đem quân chống cự Hậu Triệu phương Bắc nhưng thực tế để ngăn ngừa Vương Đôn.
Mùa xuân năm 322, Vương Đôn bắt đầu chống lại Nguyên Đế, tuyên bố Nguyên Đế bị Lưu Quỹ và Diêu Hiệp lừa dối, lấy danh nghĩa nhằm làm trong sạch chính quyền. Vương Đôn thuyết phục Thứ sử Lương Châu Cam Trác và Thứ sử Tương Châu Biện Cổn ủng hộ. Hai người không ai hưởng ứng nhưng cũng không ngăn chặn hành động của Vương Đôn. Vương Đôn chuyển lực lượng từ Vũ Xương (Kinh Châu) đến Cô Thục (Dự Châu, nay là Mã An Sơn, An Huy) để gần Kinh thành Kiến Khang hơn.
Nguyên Đế phái Vương Đạo làm Tiên phong Đại đô đốc chỉ huy chống lại Vương Đôn, Ôn Kiều làm Trung lũy Tướng quân, Đô đốc Đông An, thống lĩnh quân đội phía bắc. Vương Đôn tiến quân về Kiến Khang, đánh bại lực lượng của Nguyên Đế. Lưu Quỹ và Điêu Hiệp thất bại. Lưu Quỹ chạy sang Hậu Triệu, trong khi Điêu Hiệp, Đới Uyển, Bộc xạ Chu Kỷ và một số khác bị giết. Nguyên Đế buộc phải nhượng bộ và gia tăng quyền lực cho Vương Đôn. Vương Đôn thỏa mãn với điều đó và không tính chuyện lật đổ Nguyên Đế, rút về Vũ Xương (Hồ Bắc), đánh bại Tư Mã Thành, đồng thời ám hại Cam Trác.
Năm 323, Tấn Nguyên Đế lâm bệnh và mất. Vương Đôn sau khi diệt gia tộc họ Chu người Giang Nam gây bất bình cho nhiều người, lại định ngăn cản Thái tử Tư Mã Thiệu kế vị. Tuy nhiên do nhiều người phản đối nên Đôn phải chấp thuận để Thái tử Thiệu lên nối ngôi, tức Tấn Minh Đế. Minh Đế quyết tâm diệt trừ Vương Đôn, triệu kiến Hy Giám là thủ lĩnh các nhóm vũ trang của lưu dân, bổ nhiệm làm Thượng thư lệnh, bổ nhiệm Ôn Kiều làm Thị trung. Minh Đế lại cử một thủ lĩnh lưu dân khác là Hoàn Di làm Tán kỵ Thường thị, thuyên chuyển Đào Khản (259 -334), từng là tướng dưới trường Vương Đôn, đang làm Thứ sử Quảng Châu đến Giang Châu làm Thứ sử, chuẩn bị đối phó với Vương Đôn. Tuy nhiên khi Minh Đế bổ nhiệm Hy Giám đến nắm quyền quân chính ở Hợp Phì, ngay sát cạnh Cô Thục thì Vương Đôn phản đối quyết liệt, buộc Minh Đế phải rút lại quyết định..
Năm 324, nội chiến lại bùng nổ. Quân Vương Đôn ồ ạt tiến xuống vùng hạ du Trường Giang, liền bị các lực lượng vũ trang của lưu dân đóng ở nam sông Hoài chặn đứng. Lúc đó Vương Đôn lâm bệnh. Minh Đế điều Vương Đạo làm Đại đô đốc, cùng các tướng Biện Đôn, Tô Tuấn, Hy Giám, Dữu Lượng, Ôn Kiều, Tổ Ước mang quân về bảo vệ Kinh thành Kiến Khang. Vương Đôn có điều binh đánh Kiến Khang, bị các tướng cần vương đánh lui. Thủ hạ Đôn là Tiền Phụng, Thẩm Sung bị giết. Giữa lúc đó, Đôn ốm chết, thế lực tan rã nhanh chóng, nhưng phía Triều đình Đông Tấn cũng bị tổn thương lớn.

#### Tô Tuấn
Dẹp được Vương Đôn nhưng Minh Đế lại mất sớm. Năm 326, Minh Đế qua đời, các quan phụ chính là Tây Dương Vương Tư Mã Dạng, Vương Đạo, Biện Đôn, Lữ Nghiệp, Hy Giám, Dữu Lượng, Ôn Kiều được Minh Đế tin cậy giao phó việc nước giúp Thái tử Tư Mã Diễn mới có 4 tuổi. Tư Mã Diễn lên ngôi, tức Thành Đế.
Trong thời gian trị vì của Thành Đế, anh em Dữu Lượng và Dữu Băng gia tăng quyền lực, bên cạnh Vương Đạo và Tư không Hà Xung (292-346). Dữu Lượng phải đối đầu với Tô Tuấn, một thủ lĩnh khác của lưu dân vùng Sơn Đông. Cha Tô Tuấn từng làm Thừa tướng cho Hậu Chủ Lưu Thiện nước Thục đời Tam Quốc. Tô Tuấn trong khi bình định vụ nổi loạn của Vương Đôn đã mở rộng thế lực, được Triều đình bổ nhiệm làm Thái thú Lịch Dương, đóng quân đồn trú, mộ thêm quân, thu nạp những kẻ tù tội bị truy nã, uy hiếp Kiến khang, khống chế Triều đình từ xa. Tô Tuấn liên minh với Tổ Ước, Thứ sử Dự Châu - là em Tổ Địch (vừa mất năm 321) đóng quân ở Thọ Xuân. Năm 326, Tô Tuấn tố cáo Nam Đốn Vương Tư Mã Tông, em Tư Mã Dạng phản nghịch và giết chết, đồng thời lật đổ Tư Mã Dạng.
Năm 327, Dữu Lượng (289 – 340) bổ nhiệm Tô Tuấn làm Đại tư nông, chức quan phụ trách các công việc nông nghiệp không liên quan gì đến việc quân sự nhằm ngăn chặn thế lực của Tô Tuấn. Tô Tuấn liền tìm kiếm liên minh với các viên quan có thế lực khác như Tổ Ước để chống lại anh em họ Dữu. Trong khi họ Dữu chủ trương đối đầu với Tô Tuấn thì Vương Đạo lại ôn hòa hơn. Dữu Lượng tự tin với lực lượng hiện có đủ mạnh để chế ngự Tô Tuấn nên không cần đến đề nghị hỗ trợ của Ôn Kiều, lệnh cho Ôn Kiều không được đem quân từ Giang Châu về bảo vệ Kiến Khang.
Tháng 12 năm 327, Tô Tuấn cùng Tổ Ước hợp binh nổi loạn. Bộ tướng của Tuấn là Hàn Hoảng đánh vào Cô Thục, đoạt hết lương thực trong thành. Dữu Lượng vội ra lệnh giới nghiêm ở Kiến Khang, sai Biện Hồ giữ thế thủ. Đầu năm 328, Ôn Kiều vội mang quân về đóng ở Tầm Dương ứng cứu Kinh thành. Đầu tháng 2, Tô Tuấn mang 2 vạn quân đánh tan quân Triều đình ở Ngưu Chử rồi tiến đánh Kiến Khang. Cha con Biện Hồ chống cự bị thua, đều tử trận. Dữu Lượng chạy đến Giang Châu thuộc quyền cai trị của Ôn Kiều. Tuấn đánh vào Kinh thành Kiến Khang với danh nghĩa trị kẻ có tội là Trung thư lệnh Dũu Lượng, giết chết Hoàn Di, khống chế Thành Đế (lên 8 tuổi) và Dữu Thái hậu. Tuy nhiên vì không có mâu thuẫn với Vương Đạo nên Tuấn vẫn để ông làm Thừa tướng.
Tháng 5 năm 328, Ôn Kiều hợp lực với Đào Khản được 4 vạn quân, cùng đánh Tô Tuấn. Tuấn mang Thành Đế chạy vào cố thủ trong thành Thạch Đầu. Vương Đạo cũng bí mật sai người ra liên lạc với các tướng ở Ngô Quận, Ngô Hưng và Cối Kê cần vương. Hai mặt cùng đánh Thạch Đầu.
Tháng 5 nhuận, Hy Giám cũng hội binh với Đào Khản, Khổng Khản cũng trốn trong thành Thạch Đầu ra, điều quân mấy mặt vây đánh. Quân Tô Tuấn tuy mạnh nhưng bắt đầu bị mất ưu thế.
Giữa lúc đó, Vua Hậu Triệu là Thạch Lặc nhân Đông Tấn có loạn lại Nam tiến. Tháng 7 năm 328, quân Hậu Triệu tấn công. Thuộc hạ của Tổ Uớc lại tư thông với địch, dẫn quân Hậu Triệu qua sông Hoàng Hà. Tổ Ước vội bỏ Tô Tuấn chạy về Lịch Dương. Tô Tuấn cô thế. Vương Đạo thừa cơ cùng con trốn thoát ra ngoài. Quân Hậu Triệu bắt 2 vạn dân Thọ Xuân rồi rút lui.
Tháng 9 năm 328, Tô Tuấn ra giao chiến với quân Đào Khản và Ôn Kiều, ngã ngựa bị giết. Trong thành Thạch Đầu tôn em Tuấn là Tô Miễn làm thống soái.
Tháng 1 năm 329, Đào Khản tiến đánh Tổ Ước ở Lịch Dương. Tổ Ước chạy sang hàng Hậu Triệu. Tháng 2 năm 329, Ôn Kiều và Đào Khản hạ thành Thạch Đầu, giết chết Tô Miễn. Bộ tướng họ Tô là Hàn Hoảng, Trương Kiện chạy đến Bình Lăng thì bị quân của Hy Giám đuổi kịp giết chết.
Triều đình Đông Tấn phải mất 1 năm mới dẹp xong loạn Tô Tuấn. Khi trừng trị Tô Tuấn và đồng bọn, Vương Đạo lại có thái độ khoan dung. Thứ sử Tương Châu Biện Đôn giữ thái độ trung lập trong cuộc nổi loạn chỉ phải bị đổi làm Thứ sử Quảng Châu. Hậu tướng quân Quách Mặc xuất thân là trộm cướp dám giả chiếu chỉ để tấn công giết chết Bình Nam Tướng quân Lưu Dẫn, Vương Đạo vì sợ thực lực của Quách Mặc nên đã ân xá, cử Quách Mặc đi làm Thứ sử Dự Châu. Tuy nhiên Đào Khản được Dữu Lượng ủng hộ đã đem quân đánh bại và giết chết Quách Mặc, Vương Đạo cũng làm thinh thừa nhận sự thật đó. Đào Khản được phong Trường Sa Quận Công, sau đó được cử làm Đô đốc quân sự 8 châu Kinh, Giang, Ung, Lương, Giao, Quảng, Ninh, Ích; kiêm thứ sử 2 châu Kinh, Giang. Ôn Kiều được phong làm Thủy An Công, nhường chức vụ nhiếp chính cho Vương Đạo. Vương Đạo tiếp tục cầm quyền.

### Đối phó với Ngũ Hồ

#### Tổ Địch Bắc phạt
Tổ Địch là người phương Bắc di cư xuống miền Nam khi Trung Nguyên bị Ngũ Hồ đánh chiếm. Ông là người hăng hái Bắc tiến nhất, nhưng vì Tấn Nguyên Đế và Vương Đạo chủ trương cố thủ ở Giang Nam nên không ủng hộ mạnh mẽ cho đề nghị của ông.
Tổ Địch phải tự mình mộ quân, tích lương, độc lập tác chiến với quân Ngũ Hồ. Tuy đánh thắng quân Hậu Triệu nhiều trận, khôi phục được nhiều châu quận phương Bắc nhưng lúc đó nhiều thành trì và tướng lĩnh còn lại của nhà Tấn ở Trung Nguyên như Lưu Côn, Vương Tuấn, Lý Củ... đã bị Ngũ Hồ chia cắt và đánh bại nên cả hai mặt nam, bắc Tổ Địch đều không được phối hợp.
Việc tranh chấp quyền lực ở Giang Nam giữa Triều đình với Vương Đôn khiến Triều đình hoàn toàn không quan tâm chi viện cho Tổ Địch. Ông phẫn chí sinh bệnh và qua đời năm 321. Em ông Tổ Ước yếu thế trước quân Hậu Triệu phải rút về Nam. Đất đai giành được ở phía bắc bị quân Hậu Triệu chiếm lại.

#### Thụ động phòng ngự
Sau cuộc biến loạn của Tô Tuấn và Tổ Ước, các lực lượng quân sự địa phương của Đông Tấn đã để mất nhiều vùng đất đai vào tay nhà Hậu Triệu. Các thành quan trọng bị mất là Lạc Dương, Thọ Xuân, Tương Dương. Năm 333, Ninh Châu (Quý Châu, Vân Nam) cũng bị Thành Hán chiếm, mãi đến năm 339 mới thu hồi được.
Thị trung Thái úy Đào Khản giữ trọng trách đóng quân ở Vũ Xương nắm quyền Đô đốc 8 châu Kinh, Giang, Ung, Lương, Giao, Quảng, Ninh, Ích kiêm Thứ sử các châu Giao, Ninh, Kinh, hùng cứ tại Trường Giang, nhưng chỉ những lúc quân Hậu Triệu xâm phạm mới phản kích. Năm 332, Đào Khản phản công giành lại được Tương Dương, được phong tước Trường Sa Công.
Vương Đạo cùng Dữu Lượng chấp chính vẫn có thái độ lạnh nhạt với Bắc phạt, luôn luôn lo sợ sẽ xuất hiện một Vương Đôn lần thứ hai, mãi đến khi Đào Khản chết bệnh năm 334, họ mới hết lo lắng. Nhà Tấn bị mất một tướng tài.

#### Họ Dữu bắc phạt
Năm 337, thủ lĩnh người Tiên Ty là Liêu Đông Công Mộ Dung Hoảng, từng là chư hầu của Đông Tấn, tuyên bố tước vị Yên Vương, thành lập nước Tiền Yên. Năm 339, Vương Đạo chết, được Triều đình phong tước Thủy Hưng Công; họ Dữu trở lại nắm quyền. Trong số các thế gia đại tộc Giang Nam, họ Dữu là 1 họ lớn cùng với các gia tộc Vương, Hy, Tạ. Họ Dữu khởi đầu quyền lực từ Dữu Trân làm Thái thú Cối kê, sau đó Dữu Văn Quân nhập cung làm Hoàng hậu của Tấn Minh Đế. Trung thư lệnh Đô đình hầu Dữu Lượng (289 – 340, tự là Nguyên Quy) và Dữu Ký cùng chủ trì chấp chính có đường lối chính trị tích cực hơn, đối với các sĩ tộc vi phạm pháp luật họ mạnh dạn trừng trị và tích cực chuẩn bị bắc phạt.
Họ Dữu muốn mở cuộc tấn công lớn về phía Hậu Triệu, nhằm giành lại Trung Nguyên.
Dữu Lượng và Dữu Ký lần lượt ra làm Thứ sử Kinh Châu, Dự Châu, Giang Châu, trấn giữ Vũ Xương, giứ chức Đô đốc các châu phía tây, phòng thủ vùng trung du Trường Giang. Dữu Ký còn chuyển đến đóng ở Tương Dương, trưng dụng các loại xe bò, xe ngựa, điều động nô lệ tư gia làm lính vận chuyển lương thực. Việc chinh chiến gặp phải sự phản đối của các thế gia đại tộc Hy Giám và Thái Mô. Với đường lối chính trị trong sạch của họ Dữu đã phá vỡ sự cân bằng quyền lực giữa Nhà vua và các thế gia đại tộc. Thành Đế cũng yêu cầu Dữu Lượng không được gây chiến nữa. Thành Đế tham dự một phần giải quyết việc triều chính. Hà Xung và Dữu Băng tìm cách thay đổi chính sách của Vương Đạo nhưng không được hiệu quả cao như trước.
Năm 339 Dữu Lượng tiếp tục kế hoạch quân sự nhằm chống lại nhà Hậu Triệu mặc dù gặp phải sự phản đối của các thế gia đại tộc Hy Giám và Thái Mô. Tuy nhiên họ Dữu không có tài cầm quân, bị quân Hậu Triệu đánh bại, gây thiệt hại nặng cho các thành Đông Tấn ở Bắc Trường Giang và chiếm Thục Thành (Hoàng Cương, Hồ Bắc). Bị thất bại, Dữu Lượng chán nản lâm bệnh chết vào đầu năm 340, được Triều đình phong tước Vĩnh xương công.
Dữu Ký, Hà Xung và Dữu Băng đưa Phò mã của Tấn Minh Đế là Thứ sử Từ Châu Vạn Ninh Bá Hoàn Ôn (312 – 373, con Hoàn Di) ra nắm binh quyền, làm Đô đốc Ninh Châu, Kinh Châu, Tương Châu. Sau khi Dữu Ký chết, họ Dữu muốn đưa người con ông ta là Dữu Viên tiếp tục giữ chức Đô đốc nắm quyền quân sự, càng làm Hoàng gia và thế gia đại tộc hoài nghi. Đồng thời để kiềm chế Hoàn Ôn, họ lại đưa ra người phản đối đường lối chính trị trong sạch là Cố Hòa, người nổi tiếng về thanh đàm (bình luận suông - xem phần Văn hóa khoa học bên dưới) là Ân Hạo và một nhân vật khác phản đối quyết liệt việc Bắc phạt là Thái Mô để chủ trì triều chính, trở về với phương chân chính trị cũ của Vương Đạo..
Năm 343, Dữu Dực (cậu Khang Đế) đề nghị tiến hành kế hoạch quân sự chống Hậu Triệu, liên minh với Tiền Yên và Tiền Lương. Kế hoạch được sự đồng tình của nhiều quan lại có thế lực như Dữu Băng, Hoàn Ôn. Tuy nhiên Dữu Dực chỉ tiến hành một số hoạt động quân sự nhỏ, mục đích chính là gây dựng thế lực cho họ Dữu mà không lập được công lớn trong việc chống Ngũ Hồ. Trong 2 năm 344 - 345, Dữu Băng và Dữu Dực lần lượt qua đời, quyền lực họ Dữu chấm dứt, Hà Xung nắm quyền Trung thư lệnh trọng dụng Hoàn Ôn giao cho trọng trách chỉ huy quân đội tại Kinh Châu, Ninh Châu. 
Năm 346, Hà Xung mất, Thái Mô lên thay. Đồng thời Hoàng gia cũng cử Tư Mã Dục (con Tấn Nguyên Đế, em Tấn Minh Đế) làm Trung thư lệnh (tức Tể tướng) trong suốt các triều Tấn Mục Đế, Tấn Ai Đế, Tấn Phế Đế và về sau được Hoàn Ôn lập làm vua, tức Giản Văn Đế (371 - 372).

#### Hoàn Ôn Bắc phạt
Trong thời gian Mục Đế cai trị (344 – 361), quyền lực trong triều thuộc về tay Chinh Bắc Tướng quân Hoàn Ôn. Hoàn Ôn tiến hành các chiến dịch quân sự không cần sự phê chuẩn của Triều đình.
Năm 347, Hoàn Ôn nhân khi nước Thành Hán ở Tứ Xuyên suy yếu, có tranh chấp nội bộ, bèn đem quân đi đánh. Kết quả Hoàn Ôn nhanh chóng tiêu diệt Thành Hán.
Tháng 4 năm 349, nhân khi Vua Hậu Triệu là Thạch Hổ chết, nước Hậu Triệu đại loạn. Vua nước Nhiễm Ngụy mới thành lập là Nhiễm Mẫn theo chính sách diệt ngoại tộc người Hồ, kêu gọi Đông Tấn Bắc tiến diệt Ngũ Hồ. Hoàn Ôn bèn dâng biểu xin Triều đình Bắc phạt. Tuy nhiên, Triều đình sợ ông mang quân thu phục được Trung Nguyên thì sẽ khó kiềm chế nên không chấp thuận ý kiến của ông. Ân Hạo được phong chức Kiến Vũ Tướng quân kiêm Thứ sử Dương Châu, nắm quyền chỉ huy quân đội ở hạ du Trường Giang đồng thời tham gia triều chính. Tháng 6 năm 349, tướng Hậu Triệu là Vương Giáp dâng thành Thọ Xuân cho Đông Tấn. Tấn Mục Đế sai Ân Hạo làm Trung quân Tướng quân kiêm Đô đốc 5 châu: Dương, Dự, Từ, Duyện, Thanh để chỉ huy Bắc phạt chứ không cử Hoàn Ôn. Ân Hạo bất tài, đánh trận thua liên tục.
Năm 352, sau hàng loạt biến cố ở phương Bắc, Hậu Triệu và Nhiễm Ngụy bị tiêu diệt. Thái tử Nhiễm Trí con Nhiễm Mẫn bị Tiền Yên vây khốn, bèn xin nhờ tướng Tạ Thượng của Đông Tấn dâng biểu xin hàng, nhưng nhà Tấn vẫn không phát binh. Kết quả Tiền Yên diệt hẳn Nhiễm Ngụy, trong khi đó nước Tiền Tần của người Đê do cha con Phù Hồng - Phù Kiện thành lập năm 350 cũng đứng vững, cùng Tiền Yên chia nhau cai trị Trung Nguyên.
Đầu năm 354, Hoàn Ôn viết sớ kể tội Ân Hạo, xin cách chức Hạo. Vua Tấn không có cách nào khác, đành cách chức Hạo làm thường dân, đày đến Tấn An (Cù Châu, Chiết Giang) và giao binh quyền cho Ôn. Năm 354, ông tiến quân đánh Tiền Tần, đến gần thành Trường An, nhưng thiếu lương nên phải rút quân về.
Năm 356, Hoàn Ôn lại Bắc phạt, đánh bại tướng Tiền Yên là Diêu Tương, thu hồi Cố đô Lạc Dương. Tháng 2 năm 362, Vua Yên phản công lấy lại Lạc Dương. Hoàn Ôn khi đó đã rút quân chủ lực về Kiến Khang ở Giang Nam. Ông vừa điều quân đi cứu, vừa xin thiên đô lên Lạc Dương để tiện việc Bắc phạt. Nhà Tấn hoảng sợ vì ngại chiến tranh nên không tán thành. Quân Tấn không đủ mạnh nên bị mất Lạc Dương.
Tháng 3 năm 369, ông tự điều thứ sử các châu Từ, Lương, Duyện và Thọ Xuân theo đường thủy đi đánh Yên. Tháng 6, Hoàn Ôn liên tiếp thắng quân Yên ở Hoàng Hư và Lâm Chử. Vua Yên cầu cứu Tiền Tần. Quân Tần chưa đến mà quân Yên đã bất ngờ phản công, đánh bại quân Tấn ở Phương Đầu. Hoàn Ôn bị mất 2 tướng, lại bị thiếu lương thảo, nên phải rút về Nam. Hoàn Ôn nắm các chức vụ Thị trung, Đại tư mã, Đô đốc quân sự trong ngoài, một mình coi việc triều chính.
Năm 371 Hoàn Ôn phế truất Vua Tấn là Tư Mã Dịch, lập Cối Kê Vương Tư Mã Dục (con Tấn Nguyên Đế, em Tấn Minh Đế) đang giữ chức Trung thư lệnh lên ngôi, tức Giản Văn Đế. Giản Văn Đế khi lên ngôi đã ngoài 50 tuổi và ốm yếu, trị vì được 1 năm thì mất. Người kế ngôi là Thái tử Tư Mã Diệu (362 - 396), tức Hiếu Vũ Đế. Tháng 3 năm 373, Hoàn Ôn chết, khu vực quản lý của Hoàn Ôn được chia làm ba, giao cho Hoàn Xung (328 - 384), Hoàn Khoát và Hoàn Thạch Tú quản lý.

#### Tạ Huyền đánh lui Tiền Tần

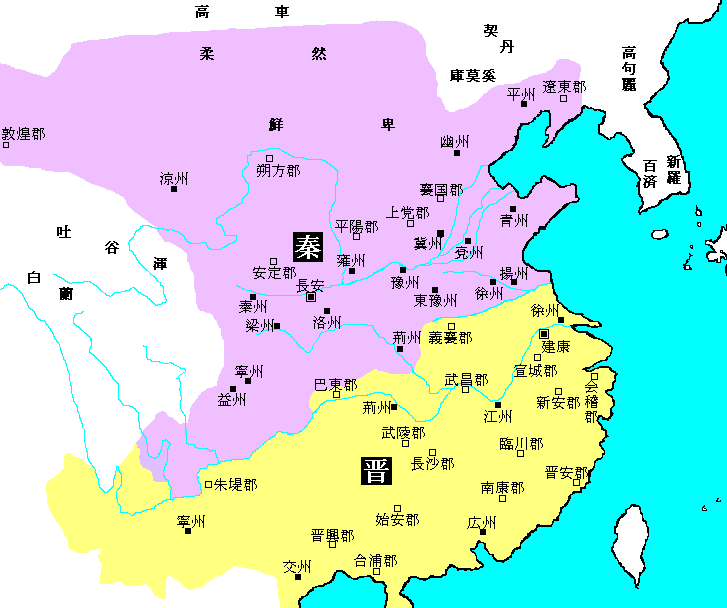
Bản đồ Trung Quốc thời Đông Tấn (phía bắc là Tiền Tần)

Sau khi Hoàn Ôn chết, quyền lực trong triều do Tể tướng Tạ An (320 -385) nắm giữ. Họ Tạ là một vọng tộc phong lưu nổi tiếng còn để lại nhiều tên tuổi trong sử sách. Bắt đầu từ thời Tam Quốc, do chúa Đông Ngô là Tôn Quyền lấy con gái họ Tạ làm vợ, những người có tài trí họ Tạ bắt đầu được đề bạt nắm giữ các chức vụ, và họ Tạ dần trở thành một danh gia vọng tộc. Tạ An theo cách của Vương Đạo xây dựng chính sách an dân "Trấn chi dĩ tĩnh" giữ cho nhà Đông Tấn cục diện yên ổn suốt hơn hai mươi năm. Đồng thời Tạ An chia sẻ quyền lực với Vương Thản Chi (con trai Vương Đạo) và Vương Bưu Chi, tuy nhiên Vương Thản Chi đã chết năm 375.
Trong khi đó nước Tiền Tần của người Đê ở phương Bắc ngày càng lớn mạnh dưới thời Phù Kiên, được sự trợ giúp của Vương Mãnh. Năm 370, nước Tiền Tần tiêu diệt Tiền Yên. Năm 373, Tiền Tần cho quân chiếm Lương Châu (Nam Thiểm Tây) và Ích Châu (Tứ Xuyên) của Đông Tấn. Năm 376, chư hầu Đông Tấn là Tiền Lương bị quân Tiền Tần tấn công, Đông Tấn cử tướng Hoàn Xung đem quân cứu viện, nhưng Tiền Lương sụp đổ quá nhanh, quân Tấn phải rút về.
Tiền Tần thống nhất miền Bắc và tham vọng đánh xuống miền Nam. Tiền Tần mang quân đi đánh và bắt được nhiều dân của Đông Tấn ở vùng bắc và nam sông Hoài. Năm 377, nhà Đông Tấn phái tướng Chu Tự làm Thứ sử Lương Châu trấn thủ Tương Dương. Quân Tần tấn công dữ dội nhưng Chu Tự kiên cường chống trả. Năm 380, do bị nội phản, thành Tương Dương thất thủ, Chu Tự bị bắt nhưng được Phù Kiên trọng dụng.
Quyết tâm diệt Đông Tấn để thống nhất Trung Hoa, Phù Kiên huy động toàn quân trong nước gồm 90 vạn người đi Nam chinh. Được Chu Tự làm nội gián, tướng Tấn là Tạ An và Tạ Huyền đánh bại đánh bại quân Tần trong trận Phì Thủy nổi tiếng năm 383.
Nhân đà thắng lợi, Tạ An bèn cử Tạ Huyền làm Đô đốc tiên phong, cùng tướng Hoàn Thạch Kiền đi đánh Tần. Quân Tạ Huyền chiếm được Viên Thành, Quyên Thành. Nhiều thành ở Hà Nam lần lượt xin hàng. Sau đó, ông dẫn quân đánh Thanh Châu. Tướng Tần giữ Thanh Châu là Phù Lãng bại trận xin hàng. Hoàn Huyền phái Triệu Thống thu phục Dịch Dương và các thành trấn phụ cận, uy thế áp thẳng đến Lạc Dương.
Sau khi bình định các châu Từ, Duyện, Tạ Huyền trở thành Đô đốc quân sự 7 châu Từ, Duyện, Thanh, Ty, Ký, U, Bình, đóng quân ở Bành Thành được phong làm Khang Lạc Huyện Công. Triều đình phong cho Tạ An làm Lư Lăng Quận Công, Tạ Thạch làm Nam Khang Huyện Công, Tạ Diễm làm Vọng Tế Huyện Công.
Đông Tấn giành thắng lợi lớn, giữ vững được bờ cõi và mở rộng lên phía bắc. Nhà Tiền Tần suy yếu và tan rã nhanh chóng. Chỉ trong vòng 3 năm sau trận Phì Thủy, miền Bắc lại bị các tộc Hồ khác li khai, chia cắt trở lại, trên bản đồ phía bắc có sự tồn tại của 7 quốc gia: Tiền Tần, Tây Yên, Hậu Yên, Hậu Lương, Hậu Tần, Bắc Ngụy, Tây Tần. Cuộc hỗn chiến giữa các nước Ngũ Hồ tái diễn và miền Bắc bị phân liệt hơn trước.

### Suy yếu và loạn lạc

#### Tư Mã Đạo Tử nhiếp chính
Sau Chiến thắng Phì Thủy, quyền lực của Tạ An suy giảm. Năm 384, Hoàn Xung chết, các quan lại chủ chốt muốn đưa Tạ Huyền lên thay chức vụ của Hoàn Xung nhưng Tạ An không đồng ý và chia nhỏ khu vực do Hoàn Xung cai quản cho 3 người cháu Hoàn Xung. Tạ An tránh không muốn xung đột với Cối Kê Vương Tư Mã Đạo Tử - người muốn trở thành Tể tướng. Tạ An bị bài xích, bắt buộc phải xin đi Bắc chinh, rời khỏi Kiến khang. Năm 385, Tạ An mất lúc 66 tuổi, được truy tặng Thái phó, ban thụy là Văn Tĩnh.
Họ Tạ định lợi dụng việc Bắc phạt để mở rộng địa bàn và thế lực của mình nhưng Triều đình đã phái tướng Chu Tự đến đóng quân ở Lạc Dương, kiêm Thứ sử các châu Duyện, Dự, Thanh, chỉ huy toàn bộ quân Bắc phạt. Tạ Huyền ra quân thất lợi và bị tước binh quyền, Tạ Thạch cũng bị chết bệnh cùng năm. Hoàng gia Tư Mã là người thắng lợi trong cuộc đấu tranh nội bộ sau trận Phì Thủy. Cối Kê Vương Tư Mã Đạo Tử (353 - 403), con trai Giản Văn Đế lên nắm quyền Tể tướng sau khi cùng họ Hoàn làm suy yếu thế lực họ Tạ đã liên kết chặt chẽ với họ Vương gốc Thái Nguyên mở đầu cuộc đấu tranh mới giữa Hoàng gia với họ Hoàn cho nên sau khi đại thắng thì Vương triều Đông Tấn lại nảy sinh một nguy cơ mới trong việc thống trị.
Năm 396, Hiếu Vũ Đế Tư Mã Diệu chết, người kế ngôi là Thái tử Tư Mã Đức Tông (382 - 419), tức Tấn An Đế. Tư Mã Đạo Tử làm quan Nhiếp chính. Các quan lại ỷ công phò chiến và dựa thế đặc quyền của môn đệ nên ra sức tước đoạt đất đai của nông dân, như hai gia tộc Vương và Tạ. Mỗi tộc đều có điền trang rộng lớn, cấu kết cưỡng chiếm ruộng đất đến vạn khoảnh. Cuộc sống của quan lại và quý tộc rất xa hoa. Bản thân Tạ An cũng chiếm núi rừng ở ngoại ô Kiến Khang, xây nhà lầu, khi rảnh rỗi thường dẫn tôi tớ đến vui chơi, mỗi bữa ăn tốn đến mấy trăm lạng vàng. Con trai Tư Mã Đạo Tử là Tư Mã Nguyên Hiển còn giàu hơn cả Vua Tấn. Dân chúng còn phải chịu nhiều thuế má nặng nề khác, ngay cả việc sửa nhà, trồng dâu cũng phải nộp thuế.
Đạo Tử chỉ tin dùng những người trong họ và giao cho con là Tư Mã Nguyên Hiển mới 16 tuổi giữ chức Chinh thảo Đô đốc nắm binh quyền, bảo vệ Kinh đô, các trọng trấn quân sự được giao cho Tư Mã Sở Chi và Tư Mã Hưu Chi.

#### Hoàn Huyền cướp ngôi
Hoàn Huyền (369 - 404) là con Hoàn Ôn, thừa hưởng tước phong thế tập của cha, nắm giữ vùng Kinh Châu. Tư Mã Nguyên Hiển dựa vào lực lượng Bắc phủ binh của Trấn quân Tướng quân Lưu Lao Chi để tấn công Hoàn Huyền, nhưng Lưu Lao Chi cũng không tuân phục Tư Mã Nguyên Hiển. Tháng 12 năm 399, Hoàn Huyền phát binh đánh Giang Lăng, Ân Trọng Kham bị giết. Năm 400, Hoàn Huyền đòi được phong làm Thứ sử Quảng Châu. Tư Mã Đạo Tử sợ biến loạn tái diễn, vội phê chuẩn ngay. Bắt đầu từ đó, Hoàn Huyền thao túng triều đình Đông Tấn. Chính lệnh của Triều đình chỉ có hiệu lực tại 8 quận phía đông (Cối Kê, Ngô Quận, Ngô Hưng, Nghĩa Hưng, Lâm Hải, Vĩnh Gia, Đông Dương, và Tân An) thuộc Dương Châu.
Năm 401, Hoàn Huyền, đã kiểm soát hơn 2/3 lãnh thổ Đông Tấn, tiến quân về phía đông, chiếm được kinh thành Kiến Khang, xử tử cả nhà Tư Mã Nguyên Hiển cùng Tư Mã Đạo Tử, đánh dẹp Lưu Lao Chi, đoạt binh quyền từ tay Lưu Lao Chi giao cho anh họ Hoàn Tu. Lực lượng Bắc phủ binh của Lưu Lao Chi không muốn giao chiến và Lưu Lao Chi buộc phải tự sát. Hoàn Huyền dẫn binh vào Kinh đô, tự làm Thái úy.
Mùa thu năm 403, Hoàn Huyền buộc An Đế phong cho ông làm Sở Vương, gia phong Cửu tích, sau đó buộc An Đế viết chiếu nhường ngôi, thành lập nước Sở, xưng Vũ Đạo Hoàng đế, niên hiệu Vĩnh Thủy, giáng An Đế làm Bình Cố Vương, giam cầm Lang Nha Vương Tư Mã Đức Văn (em An Đế).
Mùa xuân năm 404, bộ tướng của Lưu Lao Chi có Thái thú Hạ Bì là Lưu Dụ tạm đầu hàng Hoàn Huyền để tính kế lâu dài. Nhận thấy Hoàn Huyền không được lòng dân chúng, liền tách ra li khai, bắt đầu nổi dậy ở Trấn Giang (Giang Tô), trong mấy ngày đã tiến về Kinh thành Kiến Khang. Hoàn Huyền rút lui về căn cứ Giang Lăng (Kinh Châu, Hồ Bắc), mang theo cả An Đế và Tư Mã Đức Văn. Lưu Dụ tuyên bố khôi phục nhà Tấn, và đến mùa hè năm 404, Lưu Dụ liên minh với Lưu Nghi, Hà Vô Kỵ tiến về Giang Lăng đánh bại lực lượng Hoàn Huyền.
Tháng 2 năm 404, Lưu Dụ phát động binh biến, tụ tập hàng trăm đồ đảng ở Kinh Khẩu làm binh biến giết chết Hoàn Tu. Lưu Nghị đồng thời cũng giết chết Hoàn Hoằng (em Hoàn Tu) ở Nghiễm Lăng. Rồi mọi người cùng tôn Lưu Dụ lên làm minh chủ, truyền hịch khắp nơi đồng thời khởi nghĩa. Hoàn Huyền thấy tình thế bất lợi, liền đem Tấn An Đế chạy ra Giang Lăng. Tháng 3 năm đó, Lưu Dụ tiến quân vào Kiến Khang, khống chế Kinh sư rồi xuất binh mã Tây tiến. Sau hơn 1 tháng kịch chiến, Hoàn Huyền bị bức phải trốn vào Tây Xuyên, bị Ích Châu Đô hộ là Phùng Thiên giết chết.

#### Khởi nghĩa Tôn Ân
Trong giới tín đồ gốc sĩ tộc thế gia có Đỗ Tử Cung là đầu lĩnh ở Tiền Đường. Ông có nhiều đệ tử, xuất thân là thế gia đại tộc ở Giang Nam. Đỗ Tử Cung mất, môn đồ là Tôn Thái và Tôn Ân kế nghiệp. Tôn Ân tự là Linh Tú, quê ở Lang Nha, vừa là cháu vừa là đệ tử Tôn Thái. Hiếu Vũ Đế phong Tôn Thái làm Phụ quốc Tướng quân, Thái thú Tân An. Tôn Thái lợi dụng tà thuật mê hoặc và quy tụ quần chúng, Triều đình sợ Tôn Thái làm loạn nên sai Cối Kê Vương Tư Mã Đạo Tử bắt Tôn Thái giết đi.
Năm 399, Tôn Ân và dư đảng chạy trốn ra hải đảo, lập chí báo thù cho sư phụ. Rồi Tôn Ân cùng với em rể Lư Tuần lãnh đạo khoảng 10 vạn tín đồ 8 quận đánh Cối Kê (8 quận là: Cối Kê, Ngô Quận, Ngô Hưng, Nghĩa Hưng, Lâm Hải, Vĩnh Gia, Đông Dương và Tân An). Chiếm được Cối Kê, Tôn Ân tự xưng Chinh Đông Tướng quân và gọi quân binh của mình là «Trường Sinh Nhân». Triều đình phái Tạ Diễm và Lưu Lao Chi quân chinh phạt.
Năm 402, Tôn Ân thua trận ở Lâm Hải, nhảy xuống biển tự vẫn. Cho rằng Tôn Ân đã thành thủy tiên, số tín đồ tự trầm theo hơn trăm người. Em rể Tôn Ân là Lư Tuần kế nhiệm,cùng bộ tướng Từ Đạo Phúc lên thuyền ra biển chạy về Lĩnh Nam.
Năm 405 triều đình dụ hàng và phong Lư Tuần làm Thứ sử Quảng Châu,Từ Đạo Phúc làm Quốc tướng Thủy Hưng (Quảng Đông).Nhưng đến năm 411 Lư Tuần và Từ Đạo Phúc lại làm phản,giết Thứ sử Giang Châu Hạ Vô Kỵ ở Dự Chương (Giang Tây).Ngày 7 tháng 5 Lư Tuần đánh bại Thứ sử Dự Châu Lưu Nghị ở cù lao Tang Lạc (An Huy), uy hiếp kinh đô Kiến Khang.Đến tháng 12 năm 411 Lư Tuần lại bị Lưu Dụ đánh bại ở Tả Lý (Giang Tây).Quảng Châu cũng bị bộ tướng của Lưu Dụ là Lưu Xử chiếm mất.
Cuối năm 411, Lư Tuần đánh Quảng Châu nhưng đại bại, bèn chạy sang Giao Châu. Thứ sử Giao Châu Đỗ Tuệ Độ cùng các quan văn võ đánh tan quân Lư Tuần. Quân Lư Tuần còn khoảng 2000 người. Dư đảng Lý Tốn (Thái thú Cửu Chân, nổi loạn) là Lý Thoát kết tập 5000 dân bản địa giúp Lư Tuần đánh ở bến sông phía Nam thành Long Biên. Binh của Đỗ Tuệ Độ phóng đuốc trĩ vĩ đốt chiến thuyền Lư Tuần. Lư Tuần nhảy sông tự vẫn. Đỗ Tuệ Độ cho vớt tử thi Lư Tuần và chặt đầu, gửi về Kiến Khang.

### Diệt vong
Tấn An Đế tuyên bố khôi phục nhà Tấn tại Giang Lăng. An Đế được đưa về Kiến Khang, quyền lực rơi vào tay Lưu Dụ. Để thưởng cho Lưu Dụ có công tái tạo nhà Tấn, An Đế phong Lưu Dụ làm Thị trung, Xa Kỵ Tướng quân, bên ngoài nắm quân sự, bên trong lo triều chính. Tuy ngôi nhà Tấn được phục hồi nhưng vai trò của Vua Tấn vẫn không khác trước vì quyền thần đã nắm hoàn toàn việc điều hành Triều đình.
Sau khi Lưu Dụ diệt được Hoàn Huyền, miền Bắc cũng trải qua những cuộc chiến thôn tính và chia cắt mới: Hậu Yên diệt được Tây Yên (394) nhưng bị Bắc Ngụy đánh bại (401), họ Mộ Dung phải rút về nơi khởi nghiệp ở Long Thành phía đông bắc và đến năm 409 bị Bắc Yên thay thế. Một nhánh Mộ Dung khác chạy về Sơn Đông lập ra nước Nam Yên nhỏ bé. Nước Hậu Lương bị Hậu Tần tiêu diệt và đất chia làm 3: Nam Lương, Bắc Lương, Tây Lương. Hậu Tần diệt được Tiền Tần (394) nhưng bắt đầu bị Hạ nổi dậy cát cứ (407). Tính tổng cộng từ khi nhà Tấn rút về Giang Nam, miền Bắc Trung Quốc do 20 nước của người Hồ, được gọi chung là Ngũ Hồ Thập lục quốc thay nhau cai trị (4 nước không được tính). Phần lớn nước trong số đó do Ngũ Hồ thành lập, chỉ có 3 nước (Tiền Lương, Tây Lương, Bắc Yên) do tộc Hán lập nên.
Năm 410, quyền thần Lưu Dụ Bắc tiến diệt nước Nam Yên, năm 417 lại ra quân diệt nước Hậu Tần. Tuy nhiên, nhà Tấn vẫn không chiếm lại được miền Bắc, vì khi đó nước Bắc Ngụy đã lớn mạnh và kiểm soát nhiều đất đai Trung Nguyên. Bản thân Lưu Dụ cũng không dụng tâm giữ miền Bắc mà chỉ bắc phạt để gây uy thế chuẩn bị cướp ngôi nhà Tấn, như nhận định của Vua nước Hạ Hách Liên Bột Bột. Lưu Dụ rút đại quân về Nam, để lại con nhỏ là Lưu Nghĩa Chân mới 12 tuổi trấn thủ Trường An.
Ngay năm sau (418), Hách Liên Bột Bột lập tức Nam tiến, đánh vào đất cũ của Hậu Tần. Các tướng Tấn lại mâu thuẫn tự giết hại nhau khiến chiến sự càng bất lợi. Lưu Dụ đón con về Nam rồi sai Chu Siêu Thạch đi cứu Trường An nhưng không có kết quả. Ngoài Nghĩa Chân may mắn chạy thoát, toàn bộ các tướng lĩnh, kể cả Siêu Thạch, đều bị Bột Bột bắt sống và xử tử. Tính cả các tướng bị hại vì mâu thuẫn nội bộ, trong vụ mất Quan Trung, Đông Tấn và cá nhân quyền thần Lưu Dụ bị tổn thất 8 viên tướng. Lãnh thổ Đông Tấn thời cực thịnh (417) nhanh chóng bị thu hẹp trở lại.
Tuy mất đất, uy thế Lưu Dụ ở miền Nam không hề suy giảm, ông vẫn nắm quyền kiểm soát Triều đình Đông Tấn. Năm 419, Dụ phế và giết An Đế, lập em An Đế là Tư Mã Đức Văn lên ngôi, tức Tấn Cung Đế.
Năm 420, Dụ phế Đông Tấn Cung Đế đoạt ngôi, lập ra nhà Tống, sử gọi là Lưu Tống. Nhà Tấn chấm dứt và bắt đầu thời kỳ Nam Bắc Triều (420-589).
Nhà Đông Tấn tồn tại 104 năm, có tổng cộng 11 vua. Tính gộp với thời Tây Tấn thì nhà Tấn có 15 vua, tồn tại 156 năm (265-420).

## Chính sách kinh tế - xã hội

### Tây Tấn

#### Tấn luật
Dưới thời nhà Tào Ngụy, chính quyền đã áp dụng hình phạt nghiêm khắc, và Vũ Đế đã thay đổi luật lệ theo hướng khoan dung hơn. Năm 264, Đỗ Dự soạn Tấn luật đề nghị với Tư Mã Chiêu bãi bỏ nội dung phàn tạp trong bộ luật trước, lấy nguyên tắc khoan dung để đặt ra Tấn luật, giảm nhẹ hình phạt mua chuộc nhân tâm nêu cao mục đích của việc thay thế nhà Ngụy mà lập nhà Tấn, đến năm 268 hoàn thành.
Đỗ Dự cùng đại thần Giả Sung tham gia định luật lệ và tự mình chú giải và tâu lên Triều đình. Ông nêu bật điều căn bản của pháp luật là: Pháp luật phải "trực" (thẳng) và "giản" (giản đơn), từ ngữ phải rõ ràng để người dân dễ hiểu và biết phải tránh cái gì. Ít người vi phạm thì giảm được hình phạt; pháp luật phải đáp ứng yêu cầu phân cấp bậc, minh bạch. Ý kiến của ông được tiếp nhận và luật được ban bố dùng trong cả nước.
Tấn luật có dựa vào Cửu chương luật của nhà Hán và tham khảo Ngụy luật, tuy nhiều hơn Ngụy luật 2 thiên, tổng cộng có 21 thiên nhưng chỉ có 2306 điều. Lời văn cũng thông tục rõ ràng hơn, giảm một số lớn các điều khoản nặng nề như bỏ hình phạt cấm cố thời hán mạt, có lợi cho việc phòng ngừa và giảm bớt tội phạm. Vì Tấn luật có đóng góp lớn của Đỗ Dự và Trương Bùi nên còn được gọi là Luật Trương Đỗ.

#### Ruộng đất
Sau khi lên ngôi, Tấn Vũ Đế định lại chế độ ruộng đất, xóa bỏ chế độ quân sự quản lý dân đồn thời Tào Ngụy, ban hành chế độ chiếm ruộng và nộp thuế:
- Nông dân trong đồn điền được biên chế theo hộ tịch của quận huyện và chia ruộng theo hộ; nếu chủ hộ là đàn ông thì được chia 70 mẫu, chủ hộ là đàn bà thì được chia 30 mẫu;
- Chế độ nộp khóa điền: nộp tô ruộng đất cho Triều đình. Người từ 16 đến 60 tuổi, là nam thì phải làm 50 mẫu khóa điền, là nữ thì phải làm 20 mẫu. Người từ 13-15 tuổi và từ 60-65 tuổi thì làm bằng nửa số khóa điền tương ứng theo giới tính.
- Mỗi hộ phải nộp 3 thạch lúa và 3 cân bông 1 năm.

Quan lại nhà Tấn từ nhất phẩm đến cửu phẩm, tùy đẳng cấp được cấp ruộng và tá điền, thấp nhất là 10 khoảng và cao nhất là 50 khoảnh - mỗi cấp hơn nhau 5 khoảnh. Ngoài ra, quan nhất phẩm đến tam phẩm còn được thêm ruộng thái điền (vua ban) từ 6 đến 10 khoảnh. Người có tước vương, công và hầu thì được chiếm ruộng đất không hạn chế tại nước mình được phong, ngoài ra còn được xây 1 tòa nhà tại Kinh đô. Nước lớn được 15 khoảnh ruộng gần Kinh đô, nước vừa 10 khoảnh, nước nhỏ 7 khoảnh.

#### Phong ấm
Ngoài chế độ chiếm hữu ruộng đất, nhà Tấn còn đặt ra lệ phong ấm. Người được phong ấm được miễn thuế và sưu dịch. Quan lại, gia đình tôn thất, nhân sĩ danh tiếng đều chiếu theo cấp bậc mà hưởng lệ phong ấm. Người nhiều nhất được hưởng 9 đời, ít nhất cũng được hưởng 3 đời.
Khi có người được phong ấm thì bà con thân thích và cả đầy tớ, tá điền cũng được hưởng lộc ấm. Quan nhất nhị phẩm được 50 hộ tá điền và 3 đầy tớ, thấp nhất là cửu phẩm được 1 hộ tá điền và 1 đầy tớ. Các bậc từ công khanh trở xuống có một số nhất định trâu bò và người cày. Những người bị tù tội, khi được tha không có ruộng đất phải đi làm nông nô (điền khách) cho nhà quyền quý. Những nhà có thế lực có hàng ngàn hộ điền khách.
Chính sách ưu đãi đó đã tạo ra cuộc sống xa hoa của người quyền quý trong giai cấp thống trị, điển hình cho sự giàu có, xa xỉ là Thạch Sùng và Vương Khải nổi tiếng trong lịch sử.

### Đông Tấn

#### Chính sách với người di cư từ phương Bắc
Trải qua một thời gian loạn lạc và bị người Hung Nô tấn công làm chính quyền Tây Tấn sụp đổ, một số lượng lớn người miền Bắc di tản xuống miền Nam. Khoảng 6-7 phần 10 các địa chủ và quý tộc miền Bắc dời bỏ đất đai cùng toàn bộ người nhà, tôi tớ, quân lính xuống Giang Nam. Có tới hàng triệu người miền Bắc đã tản cư xuống miền Nam, góp phần làm tăng thêm dân số cho nhà Đông Tấn.
Người miền Bắc được gọi là kiều nhân, sau gọi là bạch hộ, được định cư tại các khu vực riêng gọi là kiều châu, kiều quận, kiều huyện thuộc Giang Tô, Triết Giang để khai phá vùng đất miền tây trở nên giàu có. Họ được tổ chức và quản lý dưới quyền các quý tộc và địa chủ người miền Bắc như Nam Từ Châu, xung quanh Kiến Khang hoặc những quận riêng như Nam Lan Lăng ở Kinh Châu. Dân lao động dời xuống miền Nam và Trung Hồ Bắc đã mở mang vùng này thành vùng giàu có thứ 2 Giang Nam.
Sau khi Triều đình Đông Tấn được thành lập để đề phòng nạn nhân chiến loạn từ phía bắc tràn xuống Giang Nam gây ra nhiều vấn đề xã hội đã quy định những nhóm lưu dân có vũ trang không được vượt qua sông Trường Giang, đồng thời Triều đình cũng đề cử một số quan chức cho những đầu mục của các nhóm lưu dân, sắp xếp cho họ đóng tại khu vực nằm giữa Trường Giang và sông Hoài làm bức bình phong cho Triều đình Đông Tấn.
Nhà Đông Tấn quy định hộ khẩu của kiều dân (bạch hộ) không được liệt vào sổ sách hộ tịch sở tại, được miễn thuế và lao dịch để đảm bảo đặc quyền phong kiến của sĩ tộc miền Bắc. Còn dân miền Nam thì gọi là hoàng hộ. Từ giữa triều Đông Tấn về sau, chính quyền nhiều lần thực thi thổ đoán, giảm dần kiều châu, kiều quận, kiều huyện. Các kiều châu, kiều quận không có biên giới nhất định, không thu được thuế cho Nhà nước. Các sĩ tộc lợi dụng thế lực của mình để thôn tính đất đai, gom các nông dân phá sản vào điền trang của mình để làm nhân khẩu phụ thuộc gọi là ẩn khách gây ảnh hưởng nghiêm trọng đến thu nhập tài chính của Nhà nước.
Năm 341, Triều đình ra lệnh kiều dân từ vương công cho đến thứ dân định hộ tịch theo thực tế cư trú, đem hộ khẩu của họ liệt vào sổ hộ tịch sở tại, gọi là "Hàm Khang thổ đoán". Đến năm 350 Hoàn Ôn chủ trì ban hành luật thổ đoán gọi là Canh tuất thổ đoán. Năm 413, Lưu Dụ lại ra lệnh cho thực hiện thổ đoán lần nữa, gọi là Nghĩa Hy thổ đoán, phần lớn kiều trí quận huyện đã bị dẹp đi, gia tăng thu nhập tài chính cho chính quyền trung ương.

#### Tô thuế và sưu dịch
Những năm đầu, nhà Đông Tấn duy trì chế độ thu thuế từng nhà thời Tây Tấn. Từ đời Tấn Thành Đế (326-343) áp dụng chế độ tô tức chế để tăng thu cho Triều đình, bình quân mỗi mẫu lấy 1/10 sản lượng là 3 thăng gạo. Vì chế độ đó bất lợi cho giai cấp địa chủ, bị phản đối nên sang thời Ai Đế giảm xuống 2 thăng và tới đời Hiếu Vũ Đế giảm xuống chỉ còn 1 thăng.
Vương công cũng không được miễn sưu dịch; mỗi đinh nam từ 16 tuổi trở lên phải nộp thuế toàn đinh 3 hộc, từ 13-16 tuổi là nửa đinh. Để giảm sự phản đối của người lao động, Triều đình miễn thuế cho người đi làm lao công. Tuy nhiên chế độ này duy trì được 6 năm lại tăng thuế đinh từ 3 hộc lên 5 hộc và người lao công cũng không được miễn thuế. Ngoài ra, mỗi đinh nam còn phải nộp 2 trượng vải, 2 trượng lụa, 3 lạng tơ và 8 lạng bông - người nghèo và vương công, địa chủ không phân biệt mức nộp.
Ngoài ra, Triều đình còn định ra các thứ thuế:
- Xi thuế: là thuế đánh vào tài sản
- Hưu thuế: thuế đánh vào việc mua bán hàng, dù lớn hay nhỏ phải nộp 4%. Loại hàng giá cao như nhà cửa, nô tỳ thì người bán nộp 3%, người mua nộp 1%.
- Thuế chợ, thuế bến tàu, bến xe, mọi hàng hóa đều đánh thuế 1%.

Ngoài thuế, người dân còn phải đi lao dịch rất nặng nề, cả phụ nữ cũng không được miễn. Phàm Ninh đương thời nói:
Đời xưa bắt dân đi làm không quá 3 lần 1 năm; bây giờ bắt dân đi làm cơ hồ 1 năm không được 3 ngày nghỉ.

#### Sĩ tộc
Chế độ sĩ tộc có từ thời Ngụy Văn Đế (Tào Phi) và được nhà Tấn duy trì. Hàng quý tộc: Vương - Công - Hầu - Bá là nhất phẩm tới tứ phẩm và các bậc ngũ phẩm đến cửu phẩm, chủ yếu là các quan văn võ, gọi là sĩ tộc. Dân thường gọi là hạ phẩm. Các gia đình sĩ tộc có nhiều quyền lợi và được truyền nối nhau làm quan nhiều đời. Những người không xuất thân từ sĩ tộc, dù có vươn lên chức vụ to trong triều cũng bị sĩ tộc coi thường là hèn kém.
Thời Đông Tấn quy định lại số lượng điền khách cho các sĩ tộc. Từ nhất phẩm, nhị phẩm được sở hữu 40 hộ (cửu phẩm thời Tây Tấn có 50 hộ), mỗi bậc sau giảm 5 hộ, đến cửu phẩm cũng có 5 hộ (cửu phẩm thời Tây Tấn chỉ có 1 hộ). Dù triều đình ban hành số lượng hạn định về ruộng đất và tá điền nhưng trên thực tế có nhiều sĩ tộc chiếm số lượng vượt quy định.
Nhà Đông Tấn quy định chặt chẽ về môn đăng hộ đối trong hôn nhân, nếu làm trái là phạm tội nặng.

## Văn hóa, khoa học

### Tây Tấn
Văn hóa Tây Tấn được xem là sự kế tiếp từ thời Tào Ngụy. Do triều đại tồn tại ngắn, nhiều nhân vật đóng góp cho văn hóa từ thời Ngụy tiếp tục đóng góp thời Tấn. Nổi bật nhất trong số những người sống qua hai triều đại là Trúc Lâm thất hiền, gồm 7 danh sĩ tài tử: Kê Khang (223-262), Nguyễn Tịch (210-263), Nguyễn Hàm (cháu Nguyễn Tịch), Sơn Đào (205-283), Hướng Tú (227-273), Vương Nhung (234-285), Lưu Linh. Bảy danh sĩ thường tụ tập trong rừng trúc, bàn luận về chính sự và học vấn, rất hợp ý nhau.
Sau Trúc Lâm thất hiền là hàng loạt các danh sĩ theo lối Phong khí thanh đàm (bàn luận suông) chú trọng việc bình phẩm nhân vật, như Nhạc Quảng, Trương Hoa (232-300), Phó Huyền (217-278), anh em Lục Cơ (261-303) - Lục Vân (262-303).
Các nhà văn, nhà thơ đáng kể có anh em họ Lục, Phan An, Phan Nê (hai chú cháu), Thái Phân, Tả Xung, Lý Mật.
Trên lĩnh vực sử học, đáng kể nhất là Trần Thọ (233-297) với công trình sử học Tam Quốc chí. Cha con Bùi Ngỗi, Bùi Tú với bộ bản đồ lịch sử Vũ Cống cương vực đồ. Danh tướng Đỗ Dự còn là người có công chú giải sách Tả truyện trong Xuân Thu Tả truyện kinh truyện tập giải.
Về y học có Vương Thúc Hòa với công trình y học Mạch kinh và nổi bật là Hoàng Phủ Mật (215-282) với bộ Châm cứu Giáp Ất kinh, được xem là tác phẩm chuyên về châm cứu đầu tiên.
Công thần khai quốc Vệ Quán (220-291) từng có công dẹp Chung Hội ở đất Thục thời Tam Quốc và chết trong Loạn bát vương, cùng con trai Vệ Hằng và con gái Vệ Thước là những nhà thư pháp nổi tiếng thời Tây Tấn.
Về cơ giới, Mã Hoàn (200 – 265, người nước Ngụy, Tam quốc) thiết kế lại xe chiến mã năm 255, thiết kế guồng nước, cải tạo khung dệt. Mã Hoàn cải tạo máy dệt thoi tăng năng suất lên 5 lần, chế tạo guồng nước để tưới tiêu gọi là phiên xa (guống nước hình xương rồng) có khả năng đưa nước từ thấp lên cao một cách liên tục với hiệu suất cao có tác dụng nhất định trong phát triển sản xuất của xã hội đương thời. Do ông có kiến thức sâu rộng về máy móc chuyển động nên người đương thời gọi Mã Hoàn là Xảo tự tuyệt thế (khéo nghĩ nhất trên đời). Phát minh thuốc súng (thời đó chỉ sử dụng để làm pháo) và xe kút kít được coi là xảy ra vào thế kỷ thứ sáu hay thứ bảy.
Chỉ nam xa của Mã Hoàn sáng chế năm 254 là một chiếc máy điều khiển học. Nhờ có một bộ truyền động bánh răng vi sai, pho tượng trên xe luôn chỉ hướng nam, dù xe được kéo đi theo bất cứ hướng nào, sau đó được Tổ Xung Chi (429 -500) thời Lưu Tống cải tiến, áp dụng trong lĩnh vực giao thông đường bộ và thủy.

### Đông Tấn

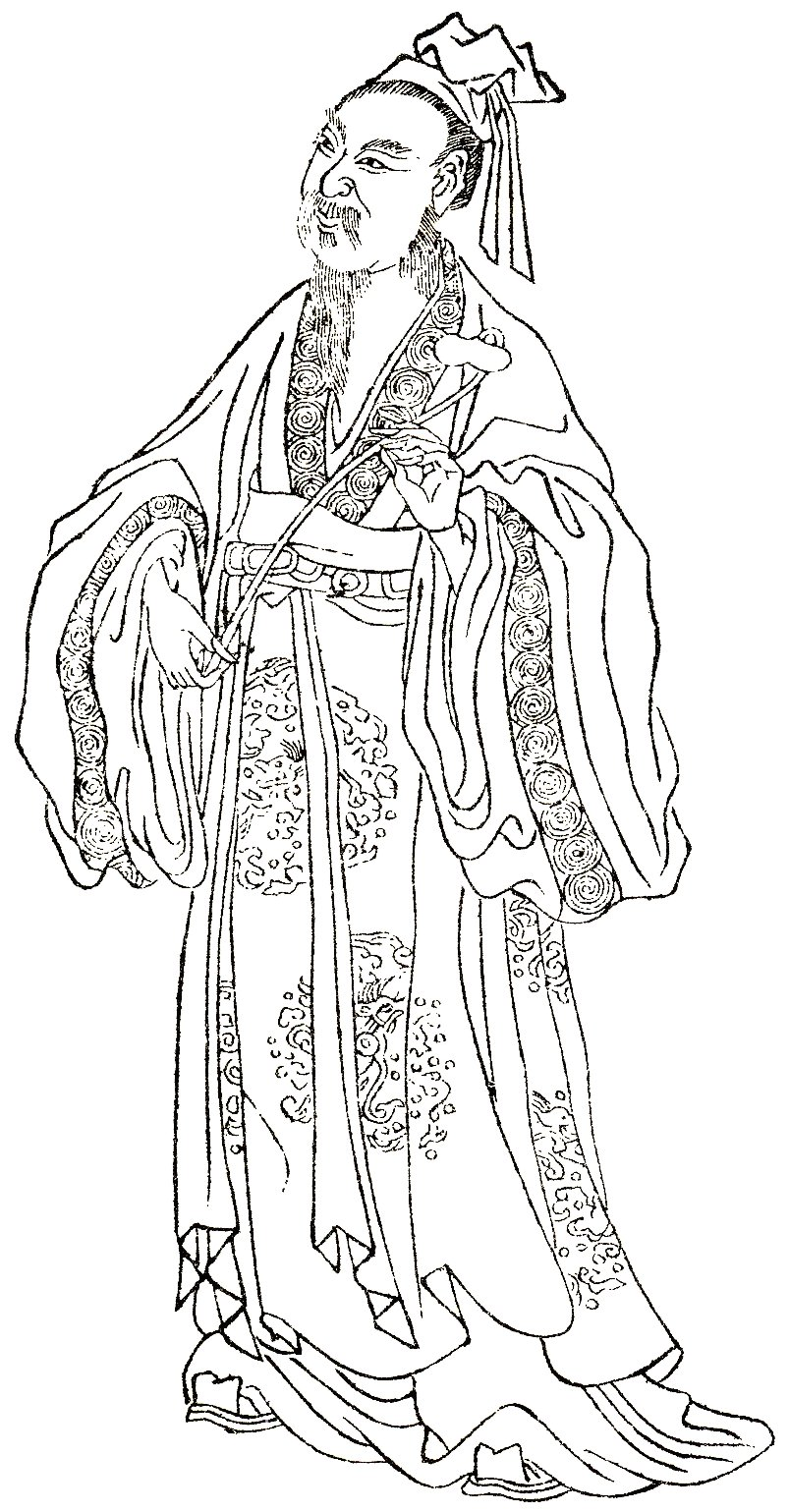
Vương Hi Chi - nhà thư pháp nổi tiếng thời Đông Tấn

Thời Đông Tấn, tuy chính quyền suy yếu, phải nép xuống miền Nam nhưng về văn hóa và khoa học có rất nhiều thành tựu.
Cát Hồng (283-363) được xem là nhà khoa học nhiều môn. Ông để lại tác phẩm Bão Phác Tử đề cập rất nhiều lĩnh vực: y học, hóa học, thuật luyện kim ở mức độ sơ khai.
Dưới thời Đông Tấn, nhà thiên văn học Ngu Hỷ đã phát hiện 1 năm hằng tinh hoàn toàn không nhất trí với 1 năm mặt trời cho nên thời gian khoảng 50 năm thì sai biệt nhau 1 độ. Việc phát hiện hiện tượng này đã giúp cho các nhà tính lịch pháp có thể soạn lại bộ lịch mới. Sau này Tổ Xung Chi đã dựa vào thành quả đó để làm ra lịch Đại Minh.
Về thư pháp và hội họa, thời Đông Tấn đóng góp nhiều hơn cả, nổi bật nhất là Vương Hi Chi (cháu Vương Đạo), Vương Dị, Cố Khải Chi, Đới Quỳ. Vương Hi Chi nổi tiếng nhờ học được thuật thư pháp của Vệ Thước - con gái nhà thư pháp Vệ Quán thời Tây Tấn. Vương Hi Chi (303 – 361) đã viết Lan Đình thiếp, được coi là một báu vật đương thời. Hai cha con Vương Hi Chi, Vương Hiến Chi nổi tiếng về kim thảo (Thảo thánh nhị vương). Trong 4 đại gia tộc Vương, Tạ, Hi, Dữu đời Đông Tấn, thì họ Vương là hiển hách nhất kể cả trong lĩnh vực Thư pháp. Họ Vương sản sinh nhiều Thư pháp gia, không chỉ có cha con tranh đua nhau, huynh đệ học tập nhau còn có việc vợ chồng so sánh nhau... cùng nhau truyền dạy Thư pháp, trong đó, sự xuất hiện của cha con Vương Hi Chi, Vương Hiến Chi được người đời tôn xưng là "Nhị Vương", chính là niềm tự hào của họ Vương và của cả nền thư pháp Đông Tấn.
Vương Hi Chi có bảy người con trai và 1 người con gái. Cả bảy người con đều tinh thông thư pháp, trong đó Vương Hiến Chi là con út nhưng kiệt xuất hơn cả. Vương Hiến Chi từ nhỏ lập chí lớn, chăm chỉ khổ luyện thư pháp, và trở thành một nhà thư pháp lớn. Vương Hiến Chi bắt đầu từ tiểu Khải với thành tựu là "Lạc Thần Phú Thập Tam Hàng - 洛神赋十三行", dùng bút nội mật ngoại sơ, kết thể nghiêm cẩn, hình thái tú lệ. Vương Hiến Chi sáng tạo ra:"Cảo hành chi thảo" là một trong những cống hiến lớn, ngoài ra ông còn sáng tạo "Nhất bút thư". Hiến Chi khiến Chương thảo của Trương Chi và Kim thảo của Vương Hi Chi tiến thêm một bức nữa. Tác phẩm "Trung thu thiếp" là một trong những tác phẩm tiêu biểu của "Nhất bút thư", bút thế liên miên bất tuyệt, uốn lượn như sông lớn, cuồn cuộn muôn dặm biểu hiện khí thế anh hùng, hào sảng, đây là một trong "Tam Hi" đời nhà Thanh.
Đường huynh của Vương Hiến Chi là Vương Huy Chi, tự là Tử Do, làm quan tới chức Hoàng môn đãi lang, tính sảng khoái, không câu thúc, giỏi Chân, Thảo, "Tuyên Hòa thư phổ" bình luận là: "Luật dĩ gia pháp, tại Hi Hiến gian" (Theo học lối nhà, ở giữa Hi (Vương Hi Chi), Hiến (Vương Hiến Chi), truyền thế còn tác phẩm "Tân nguyệt thiếp".
Cố Khải Chi (348 – 409) là họa sĩ kiêm văn nhân. Hơn 500 năm sau, danh sĩ Lý Tự Chân đời Đường, đã viết trong sách Hậu họa phẩm: "Cố thiên tài kiệt xuất, đứng riêng một mình một cõi, không ai sánh bằng. Ông suy nghĩ ngang với tạo hóa, hiểu được diệu lý của sự vật...". Ông được coi là tam tuyệt (tài tuyệt, si tuyệt, họa tuyệt) tôn làm bậc họa thánh, là nhà lý luận và họa gia vẽ tranh nhân vật xuất sắc. Chủ trương truyền thần tả chiếu, vẽ người phải thực đối để từ đó suy nghĩ tìm tòi thấy được chỗ kỳ diệu. Bằng sáng tác và lý luận, ông đã sớm đưa giới họa gia trở nên tên tuổi, có vị trí xã hội vượt lên khỏi hàng thợ thủ công (điều mà đến thế kỷ 16, châu Âu mới đạt được). Trong số những kiệt tác của Cố Khải Chi có hai tác phẩm được thiên hạ từ cổ chí kim tán thưởng, đó là Nữ sử châm đồ và Lạc thần phú đồ.
Về sử học có Can Bảo và Điêu Tạc Xỉ là nổi danh nhất. Can Bảo soạn Tấn kỷ về sử nhà Tấn, sau này có nhiều đoạn được Tư Mã Quang dẫn lại khi soạn Tư trị thông giám. Điêu Tạc Xỉ soạn sách Hán Tấn Xuân Thu theo lối biên niên, từ Hán Quang Vũ Đế tới Tấn Mẫn Đế (25-316).
Về thơ ca và văn học, lớn nhất là tên tuổi Đào Tiềm (365 - 427). Ông là chắt nội danh tướng Đào Khản, không những chỉ là nhà thơ lớn thời Đông Tấn mà còn được thừa nhận là một trong những nhà thơ, nhà văn hóa lớn của Trung Quốc. Các tác phẩm Đào Hoa nguyên ký và Ngũ Liễu tiên sinh truyện của ông được truyền tụng đến nhiều đời sau.

## Các vua nhà Tấn
| Miếu hiệu            | Thuỵ hiệu           | Họ và tên      | Thời gian cai trị | Niên hiệu |
| -------------------- | ------------------- | -------------- | ----------------- | --- |
| Nhà Tây Tấn 266-316  |                     |                |                   | |
| Cao Tổ               | Tuyên Hoàng Đế      | Tư Mã Ý        | truy tôn          | truy tôn |
| Thế Tông             | Cảnh Hoàng Đế       | Tư Mã Sư       | truy tôn          | truy tôn |
| Thái Tổ              | Văn Hoàng Đế        | Tư Mã Chiêu    | truy tôn          | truy tôn |
| Thế Tổ               | Vũ Hoàng Đế         | Tư Mã Viêm     | 266-290           | - Thái Thủy 266-274 - Hàm Ninh 275-280 - Thái Khang 280-289 - Thái Hy 28 tháng 1,290-17 tháng 5,290 |
| Không có             | Hiếu Huệ Hoàng Đế   | Tư Mã Trung    | 290-307           | - Vĩnh Hi 17 tháng 5, 290-15 tháng 2,291 - Vĩnh Bình 16 tháng 2-23 tháng 4,291 - Nguyên Khang 24 tháng 4,291-6 tháng 2,300 - Vĩnh Khang 7 tháng 2,300-3 tháng 2,301 - Vĩnh Ninh 1 tháng 6,301-4 tháng 1303 - Thái An 5 tháng 1,303-21 tháng 2, 304 - Vĩnh An 22 tháng 2-15 tháng 8,304; 25 tháng 12,304-3 tháng 2,305 - Kiến Vũ 16 tháng 8-24 tháng 12,304 - Vĩnh Hưng 4 tháng 2,305-12 tháng 6,306 - Quang Hi 13 tháng 7,306-tháng 11,306 |
| Không có             | Không có            | Tư Mã Luân     | 301               | - Kiến Thủy 3 tháng 2-1 tháng 6,301 |
| Không có             | Hiếu Hoài Hoàng Đế  | Tư Mã Xí       | 306-311           | - Vĩnh Gia 307-313 |
| Không có             | Hiếu Mẫn Hoàng Đế   | Tư Mã Nghiệp   | 313-316           | - Kiến Hưng 313-317 |
| Nhà Đông Tấn 317-420 |                     |                |                   | |
| Trung Tông           | Nguyên Hoàng Đế     | Tư Mã Duệ      | 317-323           | - Kiến Vũ 317-318 - Đại Hưng 318-322 - Vĩnh Xương 322-323 |
| Túc Tông             | Minh Hoàng Đế       | Tư Mã Thiệu    | 323-325           | - Thái Ninh 323-326 |
| Hiển Tông            | Thành Hoàng Đế      | Tư Mã Diễn     | 325-342           | - Hàm Hòa 326-335 - Hàm Khang 335-342 |
| Không có             | Khang Hoàng Đế      | Tư Mã Nhạc     | 342-344           | - Kiến Nguyên 343-344 |
| Hiếu Tông            | Mục Hoàng Đế        | Tư Mã Đam      | 344-361           | - Vĩnh Hòa 345-357 - Thăng Bình 357-361 |
| Không có             | Ai Hoàng Đế         | Tư Mã Phi      | 361-365           | - Long Hòa 362-363 - Hưng Ninh 363-365 |
| Không có             | Phế Đế Hải Tây Công | Tư Mã Dịch     | 365-371           | - Thái Hòa 365-371 |
| Thái Tông            | Giản Văn Hoàng Đế   | Tư Mã Dục      | 371-372           | - Hàm An 371-372 |
| Liệt Tông            | Hiếu Vũ Hoàng Đế    | Tư Mã Diệu     | 372-396           | - Ninh Khang 373-375 - Thái Nguyên 376-396 |
| Không có             | An Hoàng Đế         | Tư Mã Đức Tông | 396-419           | - Long An 397-401 - Nguyên Hưng 402-405 - Nghĩa Hi 405-418 |
| Không có             | Cung Hoàng Đế       | Tư Mã Đức Văn  | 419-420           | - Nguyên Hi 419-420 |

## Thế phả nhà Tấn
|                                                |                                                |                                                |                                                |                                                |                                                |  |  |                              |                              |                              |                              |                              |                              |  |  |                                       |                                       |                                       |                                       |                                       |                                       |  |  |                                   |                                   |                                   |                                   |                                   |                                   |  |  |                                            |                                            |                                            |                                            |                                            |                                            |  |  |                                          |                                          |                                          |                                          |                                          |                                          |  |  |                                        |                                        |                                        |                                        |                                        |                                        |  |  | Quyền thần Tào Ngụy                              |                                                  |                                                  |                                                  |                                                  |                                                  |  |  |                                               |                                               |                                               |                                               |                                               |                                               |  |  |                                        |                                        |                                        |                                        |                                        |                                        |  |  |                                               |                                               |                                               |                                               |                                               |                                               |  |  |  |  |  |  |  |  |  |  |  |  |  |  |  |  |  |  |  |  |  |  |  |  |  |  |  |  |  |  |  |  |  |  |  |  |  |  |  |  |
|                                                |                                                |                                                |                                                |                                                |                                                |  |  |                              |                              |                              |                              |                              |                              |  |  |                                       |                                       |                                       |                                       |                                       |                                       |  |  |                                   |                                   |                                   |                                   |                                   |                                   |  |  |                                            |                                            |                                            |                                            |                                            |                                            |  |  |                                          |                                          |                                          |                                          |                                          |                                          |  |  |                                        |                                        |                                        |                                        |                                        |                                        |  |  |                                                  |                                                  |                                                  |                                                  |                                                  |                                                  |  |  | Tây Tấn                                       |                                               |                                               |                                               |                                               |                                               |  |  |                                        |                                        |                                        |                                        |                                        |                                        |  |  |                                               |                                               |                                               |                                               |                                               |                                               |  |  |  |  |  |  |  |  |  |  |  |  |  |  |  |  |  |  |  |  |  |  |  |  |  |  |  |  |  |  |  |  |  |  |  |  |  |  |  |  |
|                                                |                                                |                                                |                                                |                                                |                                                |  |  |                              |                              |                              |                              |                              |                              |  |  |                                       |                                       |                                       |                                       |                                       |                                       |  |  |                                   |                                   |                                   |                                   |                                   |                                   |  |  |                                            |                                            |                                            |                                            |                                            |                                            |  |  |                                          |                                          |                                          |                                          |                                          |                                          |  |  |                                        |                                        |                                        |                                        |                                        |                                        |  |  | Đông Tấn                                         |                                                  |                                                  |                                                  |                                                  |                                                  |  |  |                                               |                                               |                                               |                                               |                                               |                                               |  |  |                                        |                                        |                                        |                                        |                                        |                                        |  |  |                                               |                                               |                                               |                                               |                                               |                                               |  |  |  |  |  |  |  |  |  |  |  |  |  |  |  |  |  |  |  |  |  |  |  |  |  |  |  |  |  |  |  |  |  |  |  |  |  |  |  |  |
|                                                |                                                |                                                |                                                |                                                |                                                |  |  |                              |                              |                              |                              |                              |                              |  |  |                                       |                                       |                                       |                                       |                                       |                                       |  |  |                                   |                                   |                                   |                                   |                                   |                                   |  |  |                                            |                                            |                                            |                                            |                                            |                                            |  |  |                                          |                                          |                                          |                                          |                                          |                                          |  |  |                                        |                                        |                                        |                                        |                                        |                                        |  |  |                                                  |                                                  |                                                  |                                                  |                                                  |                                                  |  |  | bát vương                                     |                                               |                                               |                                               |                                               |                                               |  |  |                                        |                                        |                                        |                                        |                                        |                                        |  |  |                                               |                                               |                                               |                                               |                                               |                                               |  |  |  |  |  |  |  |  |  |  |  |  |  |  |  |  |  |  |  |  |  |  |  |  |  |  |  |  |  |  |  |  |  |  |  |  |  |  |  |  |
|                                                |                                                |                                                |                                                |                                                |                                                |  |  |                              |                              |                              |                              |                              |                              |  |  |                                       |                                       |                                       |                                       |                                       |                                       |  |  |                                   |                                   |                                   |                                   |                                   |                                   |  |  |                                            |                                            |                                            |                                            |                                            |                                            |  |  |                                          |                                          |                                          |                                          |                                          |                                          |  |  |                                        |                                        |                                        |                                        |                                        |                                        |  |  |                                                  |                                                  | nhận nuôi                                        |                                                  |                                                  |                                                  |  |  |                                               |                                               |                                               |                                               |                                               |                                               |  |  |                                        |                                        |                                        |                                        |                                        |                                        |  |  |                                               |                                               |                                               |                                               |                                               |                                               |  |  |  |  |  |  |  |  |  |  |  |  |  |  |  |  |  |  |  |  |  |  |  |  |  |  |  |  |  |  |  |  |  |  |  |  |  |  |  |  |
|                                                |                                                |                                                |                                                |                                                |                                                |  |  |                              |                              |                              |                              |                              |                              |  |  |                                       |                                       |                                       |                                       |                                       |                                       |  |  |                                   |                                   |                                   |                                   |                                   |                                   |  |  |                                            |                                            |                                            |                                            |                                            |                                            |  |  | Tư Mã Phòng 149-219                      |                                          |                                          |                                          |                                          |                                          |  |  |                                        |                                        |                                        |                                        |                                        |                                        |  |  |                                                  |                                                  |                                                  |                                                  |                                                  |                                                  |  |  |                                               |                                               |                                               |                                               |                                               |                                               |  |  |                                        |                                        |                                        |                                        |                                        |                                        |  |  |                                               |                                               |                                               |                                               |                                               |                                               |  |  |  |  |  |  |  |  |  |  |  |  |  |  |  |  |  |  |  |  |  |  |  |  |  |  |  |  |  |  |  |  |  |  |  |  |  |  |  |  |
|                                                |                                                |                                                |                                                |                                                |                                                |  |  |                              |                              |                              |                              |                              |                              |  |  |                                       |                                       |                                       |                                       |                                       |                                       |  |  |                                   |                                   |                                   |                                   |                                   |                                   |  |  |                                            |                                            |                                            |                                            |                                            |                                            |  |  |                                          |                                          |                                          |                                          |                                          |                                          |  |  |                                        |                                        |                                        |                                        |                                        |                                        |  |  |                                                  |                                                  |                                                  |                                                  |                                                  |                                                  |  |  |                                               |                                               |                                               |                                               |                                               |                                               |  |  |                                        |                                        |                                        |                                        |                                        |                                        |  |  |                                               |                                               |                                               |                                               |                                               |                                               |  |  |  |  |  |  |  |  |  |  |  |  |  |  |  |  |  |  |  |  |  |  |  |  |  |  |  |  |  |  |  |  |  |  |  |  |  |  |  |  |
|                                                |                                                |                                                |                                                |                                                |                                                |  |  |                              |                              |                              |                              |                              |                              |  |  |                                       |                                       |                                       |                                       |                                       |                                       |  |  |                                   |                                   |                                   |                                   |                                   |                                   |  |  |                                            |                                            |                                            |                                            |                                            |                                            |  |  |                                          |                                          |                                          |                                          |                                          |                                          |  |  |                                        |                                        |                                        |                                        |                                        |                                        |  |  |                                                  |                                                  |                                                  |                                                  |                                                  |                                                  |  |  |                                               |                                               |                                               |                                               |                                               |                                               |  |  |                                        |                                        |                                        |                                        |                                        |                                        |  |  |                                               |                                               |                                               |                                               |                                               |                                               |  |  |  |  |  |  |  |  |  |  |  |  |  |  |  |  |  |  |  |  |  |  |  |  |  |  |  |  |  |  |  |  |  |  |  |  |  |  |  |  |
|                                                |                                                |                                                |                                                |                                                |                                                |  |  |                              |                              |                              |                              |                              |                              |  |  | Quyền thần Tào Ngụy                   |                                       |                                       |                                       |                                       |                                       |  |  |                                   |                                   |                                   |                                   |                                   |                                   |  |  |                                            |                                            |                                            |                                            |                                            |                                            |  |  |                                          |                                          |                                          |                                          |                                          |                                          |  |  |                                        |                                        |                                        |                                        |                                        |                                        |  |  |                                                  |                                                  |                                                  |                                                  |                                                  |                                                  |  |  |                                               |                                               |                                               |                                               |                                               |                                               |  |  |                                        |                                        |                                        |                                        |                                        |                                        |  |  |                                               |                                               |                                               |                                               |                                               |                                               |  |  |  |  |  |  |  |  |  |  |  |  |  |  |  |  |  |  |  |  |  |  |  |  |  |  |  |  |  |  |  |  |  |  |  |  |  |  |  |  |
|                                                |                                                |                                                |                                                |                                                |                                                |  |  |                              |                              |                              |                              |                              |                              |  |  | Tấn Tuyên Đế (1)Tư Mã Ý 179-249-251   | Tấn Tuyên Đế (1)Tư Mã Ý 179-249-251   | Tấn Tuyên Đế (1)Tư Mã Ý 179-249-251   | Tấn Tuyên Đế (1)Tư Mã Ý 179-249-251   | Tấn Tuyên Đế (1)Tư Mã Ý 179-249-251   | Tấn Tuyên Đế (1)Tư Mã Ý 179-249-251   |  |  |                                   |                                   |                                   |                                   |                                   |                                   |  |  |                                            |                                            |                                            |                                            |                                            |                                            |  |  |                                          |                                          |                                          |                                          |                                          |                                          |  |  |                                        |                                        |                                        |                                        |                                        |                                        |  |  |                                                  |                                                  |                                                  |                                                  |                                                  |                                                  |  |  |                                               |                                               |                                               |                                               |                                               |                                               |  |  | An Bình Hiến vương Tư Mã Phu 180-272   | An Bình Hiến vương Tư Mã Phu 180-272   | An Bình Hiến vương Tư Mã Phu 180-272   | An Bình Hiến vương Tư Mã Phu 180-272   | An Bình Hiến vương Tư Mã Phu 180-272   | An Bình Hiến vương Tư Mã Phu 180-272   |  |  | Đông Vũ Thành Đái hầu Tư Mã Quỳ ?-?           | Đông Vũ Thành Đái hầu Tư Mã Quỳ ?-?           | Đông Vũ Thành Đái hầu Tư Mã Quỳ ?-?           | Đông Vũ Thành Đái hầu Tư Mã Quỳ ?-?           | Đông Vũ Thành Đái hầu Tư Mã Quỳ ?-?           | Đông Vũ Thành Đái hầu Tư Mã Quỳ ?-?           |  |  |  |  |  |  |  |  |  |  |  |  |  |  |  |  |  |  |  |  |  |  |  |  |  |  |  |  |  |  |  |  |  |  |  |  |  |  |  |  |
|                                                |                                                |                                                |                                                |                                                |                                                |  |  |                              |                              |                              |                              |                              |                              |  |  | Tấn Tuyên Đế (1)Tư Mã Ý 179-249-251   | Tấn Tuyên Đế (1)Tư Mã Ý 179-249-251   | Tấn Tuyên Đế (1)Tư Mã Ý 179-249-251   | Tấn Tuyên Đế (1)Tư Mã Ý 179-249-251   | Tấn Tuyên Đế (1)Tư Mã Ý 179-249-251   | Tấn Tuyên Đế (1)Tư Mã Ý 179-249-251   |  |  |                                   |                                   |                                   |                                   |                                   |                                   |  |  |                                            |                                            |                                            |                                            |                                            |                                            |  |  |                                          |                                          |                                          |                                          |                                          |                                          |  |  |                                        |                                        |                                        |                                        |                                        |                                        |  |  |                                                  |                                                  |                                                  |                                                  |                                                  |                                                  |  |  |                                               |                                               |                                               |                                               |                                               |                                               |  |  | An Bình Hiến vương Tư Mã Phu 180-272   | An Bình Hiến vương Tư Mã Phu 180-272   | An Bình Hiến vương Tư Mã Phu 180-272   | An Bình Hiến vương Tư Mã Phu 180-272   | An Bình Hiến vương Tư Mã Phu 180-272   | An Bình Hiến vương Tư Mã Phu 180-272   |  |  | Đông Vũ Thành Đái hầu Tư Mã Quỳ ?-?           | Đông Vũ Thành Đái hầu Tư Mã Quỳ ?-?           | Đông Vũ Thành Đái hầu Tư Mã Quỳ ?-?           | Đông Vũ Thành Đái hầu Tư Mã Quỳ ?-?           | Đông Vũ Thành Đái hầu Tư Mã Quỳ ?-?           | Đông Vũ Thành Đái hầu Tư Mã Quỳ ?-?           |  |  |  |  |  |  |  |  |  |  |  |  |  |  |  |  |  |  |  |  |  |  |  |  |  |  |  |  |  |  |  |  |  |  |  |  |  |  |  |  |
|                                                |                                                |                                                |                                                |                                                |                                                |  |  |                              |                              |                              |                              |                              |                              |  |  |                                       |                                       |                                       |                                       |                                       |                                       |  |  |                                   |                                   |                                   |                                   |                                   |                                   |  |  |                                            |                                            |                                            |                                            |                                            |                                            |  |  |                                          |                                          |                                          |                                          |                                          |                                          |  |  |                                        |                                        |                                        |                                        |                                        |                                        |  |  |                                                  |                                                  |                                                  |                                                  |                                                  |                                                  |  |  |                                               |                                               |                                               |                                               |                                               |                                               |  |  |                                        |                                        |                                        |                                        |                                        |                                        |  |  |                                               |                                               |                                               |                                               |                                               |                                               |  |  |  |  |  |  |  |  |  |  |  |  |  |  |  |  |  |  |  |  |  |  |  |  |  |  |  |  |  |  |  |  |  |  |  |  |  |  |  |  |
| Tấn Cảnh Đế (2)Tư Mã Sư 208-251-255            | Tấn Cảnh Đế (2)Tư Mã Sư 208-251-255            | Tấn Cảnh Đế (2)Tư Mã Sư 208-251-255            | Tấn Cảnh Đế (2)Tư Mã Sư 208-251-255            | Tấn Cảnh Đế (2)Tư Mã Sư 208-251-255            | Tấn Cảnh Đế (2)Tư Mã Sư 208-251-255            |  |  |                              |                              |                              |                              |                              |                              |  |  | Tấn Văn Đế (3)Tư Mã Chiêu 211-255-265 | Tấn Văn Đế (3)Tư Mã Chiêu 211-255-265 | Tấn Văn Đế (3)Tư Mã Chiêu 211-255-265 | Tấn Văn Đế (3)Tư Mã Chiêu 211-255-265 | Tấn Văn Đế (3)Tư Mã Chiêu 211-255-265 | Tấn Văn Đế (3)Tư Mã Chiêu 211-255-265 |  |  |                                   |                                   |                                   |                                   |                                   |                                   |  |  | Nhữ Nam Văn Thành vương Tư Mã Lượng ?-291  | Nhữ Nam Văn Thành vương Tư Mã Lượng ?-291  | Nhữ Nam Văn Thành vương Tư Mã Lượng ?-291  | Nhữ Nam Văn Thành vương Tư Mã Lượng ?-291  | Nhữ Nam Văn Thành vương Tư Mã Lượng ?-291  | Nhữ Nam Văn Thành vương Tư Mã Lượng ?-291  |  |  |                                          |                                          |                                          |                                          |                                          |                                          |  |  |                                        |                                        |                                        |                                        |                                        |                                        |  |  | Lang Da Vũ vương Tư Mã Trụ 227-283               | Lang Da Vũ vương Tư Mã Trụ 227-283               | Lang Da Vũ vương Tư Mã Trụ 227-283               | Lang Da Vũ vương Tư Mã Trụ 227-283               | Lang Da Vũ vương Tư Mã Trụ 227-283               | Lang Da Vũ vương Tư Mã Trụ 227-283               |  |  | (3)Kiến Thuỷ Đế Tư Mã Luân 249-301            | (3)Kiến Thuỷ Đế Tư Mã Luân 249-301            | (3)Kiến Thuỷ Đế Tư Mã Luân 249-301            | (3)Kiến Thuỷ Đế Tư Mã Luân 249-301            | (3)Kiến Thuỷ Đế Tư Mã Luân 249-301            | (3)Kiến Thuỷ Đế Tư Mã Luân 249-301            |  |  | Thái Nguyên Liệt vương Tư Mã Côi ?-274 | Thái Nguyên Liệt vương Tư Mã Côi ?-274 | Thái Nguyên Liệt vương Tư Mã Côi ?-274 | Thái Nguyên Liệt vương Tư Mã Côi ?-274 | Thái Nguyên Liệt vương Tư Mã Côi ?-274 | Thái Nguyên Liệt vương Tư Mã Côi ?-274 |  |  | Cao Mật Văn Hiến vương Tư Mã Thái ?-299       | Cao Mật Văn Hiến vương Tư Mã Thái ?-299       | Cao Mật Văn Hiến vương Tư Mã Thái ?-299       | Cao Mật Văn Hiến vương Tư Mã Thái ?-299       | Cao Mật Văn Hiến vương Tư Mã Thái ?-299       | Cao Mật Văn Hiến vương Tư Mã Thái ?-299       |  |  |  |  |  |  |  |  |  |  |  |  |  |  |  |  |  |  |  |  |  |  |  |  |  |  |  |  |  |  |  |  |  |  |  |  |  |  |  |  |
| Tấn Cảnh Đế (2)Tư Mã Sư 208-251-255            | Tấn Cảnh Đế (2)Tư Mã Sư 208-251-255            | Tấn Cảnh Đế (2)Tư Mã Sư 208-251-255            | Tấn Cảnh Đế (2)Tư Mã Sư 208-251-255            | Tấn Cảnh Đế (2)Tư Mã Sư 208-251-255            | Tấn Cảnh Đế (2)Tư Mã Sư 208-251-255            |  |  |                              |                              |                              |                              |                              |                              |  |  | Tấn Văn Đế (3)Tư Mã Chiêu 211-255-265 | Tấn Văn Đế (3)Tư Mã Chiêu 211-255-265 | Tấn Văn Đế (3)Tư Mã Chiêu 211-255-265 | Tấn Văn Đế (3)Tư Mã Chiêu 211-255-265 | Tấn Văn Đế (3)Tư Mã Chiêu 211-255-265 | Tấn Văn Đế (3)Tư Mã Chiêu 211-255-265 |  |  |                                   |                                   |                                   |                                   |                                   |                                   |  |  | Nhữ Nam Văn Thành vương Tư Mã Lượng ?-291  | Nhữ Nam Văn Thành vương Tư Mã Lượng ?-291  | Nhữ Nam Văn Thành vương Tư Mã Lượng ?-291  | Nhữ Nam Văn Thành vương Tư Mã Lượng ?-291  | Nhữ Nam Văn Thành vương Tư Mã Lượng ?-291  | Nhữ Nam Văn Thành vương Tư Mã Lượng ?-291  |  |  |                                          |                                          |                                          |                                          |                                          |                                          |  |  |                                        |                                        |                                        |                                        |                                        |                                        |  |  | Lang Da Vũ vương Tư Mã Trụ 227-283               | Lang Da Vũ vương Tư Mã Trụ 227-283               | Lang Da Vũ vương Tư Mã Trụ 227-283               | Lang Da Vũ vương Tư Mã Trụ 227-283               | Lang Da Vũ vương Tư Mã Trụ 227-283               | Lang Da Vũ vương Tư Mã Trụ 227-283               |  |  | (3)Kiến Thuỷ Đế Tư Mã Luân 249-301            | (3)Kiến Thuỷ Đế Tư Mã Luân 249-301            | (3)Kiến Thuỷ Đế Tư Mã Luân 249-301            | (3)Kiến Thuỷ Đế Tư Mã Luân 249-301            | (3)Kiến Thuỷ Đế Tư Mã Luân 249-301            | (3)Kiến Thuỷ Đế Tư Mã Luân 249-301            |  |  | Thái Nguyên Liệt vương Tư Mã Côi ?-274 | Thái Nguyên Liệt vương Tư Mã Côi ?-274 | Thái Nguyên Liệt vương Tư Mã Côi ?-274 | Thái Nguyên Liệt vương Tư Mã Côi ?-274 | Thái Nguyên Liệt vương Tư Mã Côi ?-274 | Thái Nguyên Liệt vương Tư Mã Côi ?-274 |  |  | Cao Mật Văn Hiến vương Tư Mã Thái ?-299       | Cao Mật Văn Hiến vương Tư Mã Thái ?-299       | Cao Mật Văn Hiến vương Tư Mã Thái ?-299       | Cao Mật Văn Hiến vương Tư Mã Thái ?-299       | Cao Mật Văn Hiến vương Tư Mã Thái ?-299       | Cao Mật Văn Hiến vương Tư Mã Thái ?-299       |  |  |  |  |  |  |  |  |  |  |  |  |  |  |  |  |  |  |  |  |  |  |  |  |  |  |  |  |  |  |  |  |  |  |  |  |  |  |  |  |
|                                                |                                                |                                                |                                                |                                                |                                                |  |  |                              |                              |                              |                              |                              |                              |  |  |                                       |                                       |                                       |                                       |                                       |                                       |  |  |                                   |                                   |                                   |                                   |                                   |                                   |  |  |                                            |                                            |                                            |                                            |                                            |                                            |  |  |                                          |                                          |                                          |                                          |                                          |                                          |  |  |                                        |                                        |                                        |                                        |                                        |                                        |  |  |                                                  |                                                  |                                                  |                                                  |                                                  |                                                  |  |  |                                               |                                               |                                               |                                               |                                               |                                               |  |  |                                        |                                        |                                        |                                        |                                        |                                        |  |  |                                               |                                               |                                               |                                               |                                               |                                               |  |  |  |  |  |  |  |  |  |  |  |  |  |  |  |  |  |  |  |  |  |  |  |  |  |  |  |  |  |  |  |  |  |  |  |  |  |  |  |  |
|                                                |                                                |                                                |                                                |                                                |                                                |  |  |                              |                              |                              |                              |                              |                              |  |  |                                       |                                       |                                       |                                       |                                       |                                       |  |  |                                   |                                   |                                   |                                   |                                   |                                   |  |  |                                            |                                            |                                            |                                            |                                            |                                            |  |  |                                          |                                          |                                          |                                          |                                          |                                          |  |  |                                        |                                        |                                        |                                        |                                        |                                        |  |  |                                                  |                                                  |                                                  |                                                  |                                                  |                                                  |  |  |                                               |                                               |                                               |                                               |                                               |                                               |  |  |                                        |                                        |                                        |                                        |                                        |                                        |  |  |                                               |                                               |                                               |                                               |                                               |                                               |  |  |  |  |  |  |  |  |  |  |  |  |  |  |  |  |  |  |  |  |  |  |  |  |  |  |  |  |  |  |  |  |  |  |  |  |  |  |  |  |
|                                                |                                                |                                                |                                                |                                                |                                                |  |  |                              |                              |                              |                              |                              |                              |  |  |                                       |                                       |                                       |                                       |                                       |                                       |  |  |                                   |                                   |                                   |                                   |                                   |                                   |  |  |                                            |                                            |                                            |                                            |                                            |                                            |  |  |                                          |                                          |                                          |                                          |                                          |                                          |  |  |                                        |                                        |                                        |                                        |                                        |                                        |  |  |                                                  |                                                  |                                                  |                                                  |                                                  |                                                  |  |  |                                               |                                               |                                               |                                               |                                               |                                               |  |  |                                        |                                        |                                        |                                        |                                        |                                        |  |  |                                               |                                               |                                               |                                               |                                               |                                               |  |  |  |  |  |  |  |  |  |  |  |  |  |  |  |  |  |  |  |  |  |  |  |  |  |  |  |  |  |  |  |  |  |  |  |  |  |  |  |  |
|                                                |                                                |                                                |                                                |                                                |                                                |  |  |                              |                              |                              |                              |                              |                              |  |  | Tây Tấn                               |                                       |                                       |                                       |                                       |                                       |  |  |                                   |                                   |                                   |                                   |                                   |                                   |  |  |                                            |                                            |                                            |                                            |                                            |                                            |  |  |                                          |                                          |                                          |                                          |                                          |                                          |  |  |                                        |                                        |                                        |                                        |                                        |                                        |  |  |                                                  |                                                  |                                                  |                                                  |                                                  |                                                  |  |  |                                               |                                               |                                               |                                               |                                               |                                               |  |  |                                        |                                        |                                        |                                        |                                        |                                        |  |  |                                               |                                               |                                               |                                               |                                               |                                               |  |  |  |  |  |  |  |  |  |  |  |  |  |  |  |  |  |  |  |  |  |  |  |  |  |  |  |  |  |  |  |  |  |  |  |  |  |  |  |  |
|                                                |                                                |                                                |                                                |                                                |                                                |  |  |                              |                              |                              |                              |                              |                              |  |  | (1)Tấn Vũ Đế Tư Mã Viêm 236-266-290   | (1)Tấn Vũ Đế Tư Mã Viêm 236-266-290   | (1)Tấn Vũ Đế Tư Mã Viêm 236-266-290   | (1)Tấn Vũ Đế Tư Mã Viêm 236-266-290   | (1)Tấn Vũ Đế Tư Mã Viêm 236-266-290   | (1)Tấn Vũ Đế Tư Mã Viêm 236-266-290   |  |  |                                   |                                   |                                   |                                   |                                   |                                   |  |  |                                            |                                            |                                            |                                            |                                            |                                            |  |  |                                          |                                          |                                          |                                          |                                          |                                          |  |  | Tề Hiến vương Tư Mã Du 248-283         | Tề Hiến vương Tư Mã Du 248-283         | Tề Hiến vương Tư Mã Du 248-283         | Tề Hiến vương Tư Mã Du 248-283         | Tề Hiến vương Tư Mã Du 248-283         | Tề Hiến vương Tư Mã Du 248-283         |  |  | Lang Da Cung vương Tư Mã Cận 256-290             | Lang Da Cung vương Tư Mã Cận 256-290             | Lang Da Cung vương Tư Mã Cận 256-290             | Lang Da Cung vương Tư Mã Cận 256-290             | Lang Da Cung vương Tư Mã Cận 256-290             | Lang Da Cung vương Tư Mã Cận 256-290             |  |  |                                               |                                               |                                               |                                               |                                               |                                               |  |  | Hà Gian vương Tư Mã Ngung ?-306        | Hà Gian vương Tư Mã Ngung ?-306        | Hà Gian vương Tư Mã Ngung ?-306        | Hà Gian vương Tư Mã Ngung ?-306        | Hà Gian vương Tư Mã Ngung ?-306        | Hà Gian vương Tư Mã Ngung ?-306        |  |  | Đông Hải Hiếu Hiến vương Tư Mã Việt ?-306-311 | Đông Hải Hiếu Hiến vương Tư Mã Việt ?-306-311 | Đông Hải Hiếu Hiến vương Tư Mã Việt ?-306-311 | Đông Hải Hiếu Hiến vương Tư Mã Việt ?-306-311 | Đông Hải Hiếu Hiến vương Tư Mã Việt ?-306-311 | Đông Hải Hiếu Hiến vương Tư Mã Việt ?-306-311 |  |  |  |  |  |  |  |  |  |  |  |  |  |  |  |  |  |  |  |  |  |  |  |  |  |  |  |  |  |  |  |  |  |  |  |  |  |  |  |  |
|                                                |                                                |                                                |                                                |                                                |                                                |  |  |                              |                              |                              |                              |                              |                              |  |  | (1)Tấn Vũ Đế Tư Mã Viêm 236-266-290   | (1)Tấn Vũ Đế Tư Mã Viêm 236-266-290   | (1)Tấn Vũ Đế Tư Mã Viêm 236-266-290   | (1)Tấn Vũ Đế Tư Mã Viêm 236-266-290   | (1)Tấn Vũ Đế Tư Mã Viêm 236-266-290   | (1)Tấn Vũ Đế Tư Mã Viêm 236-266-290   |  |  |                                   |                                   |                                   |                                   |                                   |                                   |  |  |                                            |                                            |                                            |                                            |                                            |                                            |  |  |                                          |                                          |                                          |                                          |                                          |                                          |  |  | Tề Hiến vương Tư Mã Du 248-283         | Tề Hiến vương Tư Mã Du 248-283         | Tề Hiến vương Tư Mã Du 248-283         | Tề Hiến vương Tư Mã Du 248-283         | Tề Hiến vương Tư Mã Du 248-283         | Tề Hiến vương Tư Mã Du 248-283         |  |  | Lang Da Cung vương Tư Mã Cận 256-290             | Lang Da Cung vương Tư Mã Cận 256-290             | Lang Da Cung vương Tư Mã Cận 256-290             | Lang Da Cung vương Tư Mã Cận 256-290             | Lang Da Cung vương Tư Mã Cận 256-290             | Lang Da Cung vương Tư Mã Cận 256-290             |  |  |                                               |                                               |                                               |                                               |                                               |                                               |  |  | Hà Gian vương Tư Mã Ngung ?-306        | Hà Gian vương Tư Mã Ngung ?-306        | Hà Gian vương Tư Mã Ngung ?-306        | Hà Gian vương Tư Mã Ngung ?-306        | Hà Gian vương Tư Mã Ngung ?-306        | Hà Gian vương Tư Mã Ngung ?-306        |  |  | Đông Hải Hiếu Hiến vương Tư Mã Việt ?-306-311 | Đông Hải Hiếu Hiến vương Tư Mã Việt ?-306-311 | Đông Hải Hiếu Hiến vương Tư Mã Việt ?-306-311 | Đông Hải Hiếu Hiến vương Tư Mã Việt ?-306-311 | Đông Hải Hiếu Hiến vương Tư Mã Việt ?-306-311 | Đông Hải Hiếu Hiến vương Tư Mã Việt ?-306-311 |  |  |  |  |  |  |  |  |  |  |  |  |  |  |  |  |  |  |  |  |  |  |  |  |  |  |  |  |  |  |  |  |  |  |  |  |  |  |  |  |
|                                                |                                                |                                                |                                                |                                                |                                                |  |  |                              |                              |                              |                              |                              |                              |  |  |                                       |                                       |                                       |                                       |                                       |                                       |  |  |                                   |                                   |                                   |                                   |                                   |                                   |  |  |                                            |                                            |                                            |                                            |                                            |                                            |  |  |                                          |                                          |                                          |                                          |                                          |                                          |  |  |                                        |                                        |                                        |                                        |                                        |                                        |  |  |                                                  |                                                  |                                                  |                                                  |                                                  |                                                  |  |  |                                               |                                               |                                               |                                               |                                               |                                               |  |  |                                        |                                        |                                        |                                        |                                        |                                        |  |  |                                               |                                               |                                               |                                               |                                               |                                               |  |  |  |  |  |  |  |  |  |  |  |  |  |  |  |  |  |  |  |  |  |  |  |  |  |  |  |  |  |  |  |  |  |  |  |  |  |  |  |  |
|                                                |                                                |                                                |                                                |                                                |                                                |  |  |                              |                              |                              |                              |                              |                              |  |  |                                       |                                       |                                       |                                       |                                       |                                       |  |  |                                   |                                   |                                   |                                   |                                   |                                   |  |  |                                            |                                            |                                            |                                            |                                            |                                            |  |  |                                          |                                          |                                          |                                          |                                          |                                          |  |  |                                        |                                        |                                        |                                        |                                        |                                        |  |  | Đông Tấn                                         |                                                  |                                                  |                                                  |                                                  |                                                  |  |  |                                               |                                               |                                               |                                               |                                               |                                               |  |  |                                        |                                        |                                        |                                        |                                        |                                        |  |  |                                               |                                               |                                               |                                               |                                               |                                               |  |  |  |  |  |  |  |  |  |  |  |  |  |  |  |  |  |  |  |  |  |  |  |  |  |  |  |  |  |  |  |  |  |  |  |  |  |  |  |  |
| (2)Tấn Huệ Đế Tư Mã Trung 259- 290-301 301-306 | (2)Tấn Huệ Đế Tư Mã Trung 259- 290-301 301-306 | (2)Tấn Huệ Đế Tư Mã Trung 259- 290-301 301-306 | (2)Tấn Huệ Đế Tư Mã Trung 259- 290-301 301-306 | (2)Tấn Huệ Đế Tư Mã Trung 259- 290-301 301-306 | (2)Tấn Huệ Đế Tư Mã Trung 259- 290-301 301-306 |  |  | Sở Ẩn vương Tư Mã Vĩ 271-291 | Sở Ẩn vương Tư Mã Vĩ 271-291 | Sở Ẩn vương Tư Mã Vĩ 271-291 | Sở Ẩn vương Tư Mã Vĩ 271-291 | Sở Ẩn vương Tư Mã Vĩ 271-291 | Sở Ẩn vương Tư Mã Vĩ 271-291 |  |  | Trường Sa Lệ vương Tư Mã Nghệ 277-304 | Trường Sa Lệ vương Tư Mã Nghệ 277-304 | Trường Sa Lệ vương Tư Mã Nghệ 277-304 | Trường Sa Lệ vương Tư Mã Nghệ 277-304 | Trường Sa Lệ vương Tư Mã Nghệ 277-304 | Trường Sa Lệ vương Tư Mã Nghệ 277-304 |  |  | Thành Đô vương Tư Mã Dĩnh 279-306 | Thành Đô vương Tư Mã Dĩnh 279-306 | Thành Đô vương Tư Mã Dĩnh 279-306 | Thành Đô vương Tư Mã Dĩnh 279-306 | Thành Đô vương Tư Mã Dĩnh 279-306 | Thành Đô vương Tư Mã Dĩnh 279-306 |  |  | Ngô Hiếu vương Tư Mã Yến 281-311           | Ngô Hiếu vương Tư Mã Yến 281-311           | Ngô Hiếu vương Tư Mã Yến 281-311           | Ngô Hiếu vương Tư Mã Yến 281-311           | Ngô Hiếu vương Tư Mã Yến 281-311           | Ngô Hiếu vương Tư Mã Yến 281-311           |  |  | (5)Tấn Hoài Đế Tư Mã Sí 284-307-311-313  | (5)Tấn Hoài Đế Tư Mã Sí 284-307-311-313  | (5)Tấn Hoài Đế Tư Mã Sí 284-307-311-313  | (5)Tấn Hoài Đế Tư Mã Sí 284-307-311-313  | (5)Tấn Hoài Đế Tư Mã Sí 284-307-311-313  | (5)Tấn Hoài Đế Tư Mã Sí 284-307-311-313  |  |  | Tề Vũ Mẫn vương Tư Mã Quýnh ?-302      | Tề Vũ Mẫn vương Tư Mã Quýnh ?-302      | Tề Vũ Mẫn vương Tư Mã Quýnh ?-302      | Tề Vũ Mẫn vương Tư Mã Quýnh ?-302      | Tề Vũ Mẫn vương Tư Mã Quýnh ?-302      | Tề Vũ Mẫn vương Tư Mã Quýnh ?-302      |  |  | (1)Tấn Nguyên Đế Tư Mã Duệ 276-317-323           | (1)Tấn Nguyên Đế Tư Mã Duệ 276-317-323           | (1)Tấn Nguyên Đế Tư Mã Duệ 276-317-323           | (1)Tấn Nguyên Đế Tư Mã Duệ 276-317-323           | (1)Tấn Nguyên Đế Tư Mã Duệ 276-317-323           | (1)Tấn Nguyên Đế Tư Mã Duệ 276-317-323           |  |  |                                               |                                               |                                               |                                               |                                               |                                               |  |  |                                        |                                        |                                        |                                        |                                        |                                        |  |  |                                               |                                               |                                               |                                               |                                               |                                               |  |  |  |  |  |  |  |  |  |  |  |  |  |  |  |  |  |  |  |  |  |  |  |  |  |  |  |  |  |  |  |  |  |  |  |  |  |  |  |  |
| (2)Tấn Huệ Đế Tư Mã Trung 259- 290-301 301-306 | (2)Tấn Huệ Đế Tư Mã Trung 259- 290-301 301-306 | (2)Tấn Huệ Đế Tư Mã Trung 259- 290-301 301-306 | (2)Tấn Huệ Đế Tư Mã Trung 259- 290-301 301-306 | (2)Tấn Huệ Đế Tư Mã Trung 259- 290-301 301-306 | (2)Tấn Huệ Đế Tư Mã Trung 259- 290-301 301-306 |  |  | Sở Ẩn vương Tư Mã Vĩ 271-291 | Sở Ẩn vương Tư Mã Vĩ 271-291 | Sở Ẩn vương Tư Mã Vĩ 271-291 | Sở Ẩn vương Tư Mã Vĩ 271-291 | Sở Ẩn vương Tư Mã Vĩ 271-291 | Sở Ẩn vương Tư Mã Vĩ 271-291 |  |  | Trường Sa Lệ vương Tư Mã Nghệ 277-304 | Trường Sa Lệ vương Tư Mã Nghệ 277-304 | Trường Sa Lệ vương Tư Mã Nghệ 277-304 | Trường Sa Lệ vương Tư Mã Nghệ 277-304 | Trường Sa Lệ vương Tư Mã Nghệ 277-304 | Trường Sa Lệ vương Tư Mã Nghệ 277-304 |  |  | Thành Đô vương Tư Mã Dĩnh 279-306 | Thành Đô vương Tư Mã Dĩnh 279-306 | Thành Đô vương Tư Mã Dĩnh 279-306 | Thành Đô vương Tư Mã Dĩnh 279-306 | Thành Đô vương Tư Mã Dĩnh 279-306 | Thành Đô vương Tư Mã Dĩnh 279-306 |  |  | Ngô Hiếu vương Tư Mã Yến 281-311           | Ngô Hiếu vương Tư Mã Yến 281-311           | Ngô Hiếu vương Tư Mã Yến 281-311           | Ngô Hiếu vương Tư Mã Yến 281-311           | Ngô Hiếu vương Tư Mã Yến 281-311           | Ngô Hiếu vương Tư Mã Yến 281-311           |  |  | (5)Tấn Hoài Đế Tư Mã Sí 284-307-311-313  | (5)Tấn Hoài Đế Tư Mã Sí 284-307-311-313  | (5)Tấn Hoài Đế Tư Mã Sí 284-307-311-313  | (5)Tấn Hoài Đế Tư Mã Sí 284-307-311-313  | (5)Tấn Hoài Đế Tư Mã Sí 284-307-311-313  | (5)Tấn Hoài Đế Tư Mã Sí 284-307-311-313  |  |  | Tề Vũ Mẫn vương Tư Mã Quýnh ?-302      | Tề Vũ Mẫn vương Tư Mã Quýnh ?-302      | Tề Vũ Mẫn vương Tư Mã Quýnh ?-302      | Tề Vũ Mẫn vương Tư Mã Quýnh ?-302      | Tề Vũ Mẫn vương Tư Mã Quýnh ?-302      | Tề Vũ Mẫn vương Tư Mã Quýnh ?-302      |  |  | (1)Tấn Nguyên Đế Tư Mã Duệ 276-317-323           | (1)Tấn Nguyên Đế Tư Mã Duệ 276-317-323           | (1)Tấn Nguyên Đế Tư Mã Duệ 276-317-323           | (1)Tấn Nguyên Đế Tư Mã Duệ 276-317-323           | (1)Tấn Nguyên Đế Tư Mã Duệ 276-317-323           | (1)Tấn Nguyên Đế Tư Mã Duệ 276-317-323           |  |  |                                               |                                               |                                               |                                               |                                               |                                               |  |  |                                        |                                        |                                        |                                        |                                        |                                        |  |  |                                               |                                               |                                               |                                               |                                               |                                               |  |  |  |  |  |  |  |  |  |  |  |  |  |  |  |  |  |  |  |  |  |  |  |  |  |  |  |  |  |  |  |  |  |  |  |  |  |  |  |  |
|                                                |                                                |                                                |                                                |                                                |                                                |  |  |                              |                              |                              |                              |                              |                              |  |  |                                       |                                       |                                       |                                       |                                       |                                       |  |  |                                   |                                   |                                   |                                   |                                   |                                   |  |  |                                            |                                            |                                            |                                            |                                            |                                            |  |  |                                          |                                          |                                          |                                          |                                          |                                          |  |  |                                        |                                        |                                        |                                        |                                        |                                        |  |  |                                                  |                                                  |                                                  |                                                  |                                                  |                                                  |  |  |                                               |                                               |                                               |                                               |                                               |                                               |  |  |                                        |                                        |                                        |                                        |                                        |                                        |  |  |                                               |                                               |                                               |                                               |                                               |                                               |  |  |  |  |  |  |  |  |  |  |  |  |  |  |  |  |  |  |  |  |  |  |  |  |  |  |  |  |  |  |  |  |  |  |  |  |  |  |  |  |
|                                                |                                                |                                                |                                                |                                                |                                                |  |  |                              |                              |                              |                              |                              |                              |  |  |                                       |                                       |                                       |                                       |                                       |                                       |  |  |                                   |                                   |                                   |                                   |                                   |                                   |  |  | (4)Tấn Mẫn Đế Tư Mã Nghiệp 300-313-316-318 | (4)Tấn Mẫn Đế Tư Mã Nghiệp 300-313-316-318 | (4)Tấn Mẫn Đế Tư Mã Nghiệp 300-313-316-318 | (4)Tấn Mẫn Đế Tư Mã Nghiệp 300-313-316-318 | (4)Tấn Mẫn Đế Tư Mã Nghiệp 300-313-316-318 | (4)Tấn Mẫn Đế Tư Mã Nghiệp 300-313-316-318 |  |  |                                          |                                          |                                          |                                          |                                          |                                          |  |  | (2)Tấn Minh Đế Tư Mã Thiệu 299-323-326 | (2)Tấn Minh Đế Tư Mã Thiệu 299-323-326 | (2)Tấn Minh Đế Tư Mã Thiệu 299-323-326 | (2)Tấn Minh Đế Tư Mã Thiệu 299-323-326 | (2)Tấn Minh Đế Tư Mã Thiệu 299-323-326 | (2)Tấn Minh Đế Tư Mã Thiệu 299-323-326 |  |  | (8)Tấn Giản Văn Đế Tư Mã Dục 320-371-372         | (8)Tấn Giản Văn Đế Tư Mã Dục 320-371-372         | (8)Tấn Giản Văn Đế Tư Mã Dục 320-371-372         | (8)Tấn Giản Văn Đế Tư Mã Dục 320-371-372         | (8)Tấn Giản Văn Đế Tư Mã Dục 320-371-372         | (8)Tấn Giản Văn Đế Tư Mã Dục 320-371-372         |  |  |                                               |                                               |                                               |                                               |                                               |                                               |  |  |                                        |                                        |                                        |                                        |                                        |                                        |  |  |                                               |                                               |                                               |                                               |                                               |                                               |  |  |  |  |  |  |  |  |  |  |  |  |  |  |  |  |  |  |  |  |  |  |  |  |  |  |  |  |  |  |  |  |  |  |  |  |  |  |  |  |
|                                                |                                                |                                                |                                                |                                                |                                                |  |  |                              |                              |                              |                              |                              |                              |  |  |                                       |                                       |                                       |                                       |                                       |                                       |  |  |                                   |                                   |                                   |                                   |                                   |                                   |  |  | (4)Tấn Mẫn Đế Tư Mã Nghiệp 300-313-316-318 | (4)Tấn Mẫn Đế Tư Mã Nghiệp 300-313-316-318 | (4)Tấn Mẫn Đế Tư Mã Nghiệp 300-313-316-318 | (4)Tấn Mẫn Đế Tư Mã Nghiệp 300-313-316-318 | (4)Tấn Mẫn Đế Tư Mã Nghiệp 300-313-316-318 | (4)Tấn Mẫn Đế Tư Mã Nghiệp 300-313-316-318 |  |  |                                          |                                          |                                          |                                          |                                          |                                          |  |  | (2)Tấn Minh Đế Tư Mã Thiệu 299-323-326 | (2)Tấn Minh Đế Tư Mã Thiệu 299-323-326 | (2)Tấn Minh Đế Tư Mã Thiệu 299-323-326 | (2)Tấn Minh Đế Tư Mã Thiệu 299-323-326 | (2)Tấn Minh Đế Tư Mã Thiệu 299-323-326 | (2)Tấn Minh Đế Tư Mã Thiệu 299-323-326 |  |  | (8)Tấn Giản Văn Đế Tư Mã Dục 320-371-372         | (8)Tấn Giản Văn Đế Tư Mã Dục 320-371-372         | (8)Tấn Giản Văn Đế Tư Mã Dục 320-371-372         | (8)Tấn Giản Văn Đế Tư Mã Dục 320-371-372         | (8)Tấn Giản Văn Đế Tư Mã Dục 320-371-372         | (8)Tấn Giản Văn Đế Tư Mã Dục 320-371-372         |  |  |                                               |                                               |                                               |                                               |                                               |                                               |  |  |                                        |                                        |                                        |                                        |                                        |                                        |  |  |                                               |                                               |                                               |                                               |                                               |                                               |  |  |  |  |  |  |  |  |  |  |  |  |  |  |  |  |  |  |  |  |  |  |  |  |  |  |  |  |  |  |  |  |  |  |  |  |  |  |  |  |
|                                                |                                                |                                                |                                                |                                                |                                                |  |  |                              |                              |                              |                              |                              |                              |  |  |                                       |                                       |                                       |                                       |                                       |                                       |  |  |                                   |                                   |                                   |                                   |                                   |                                   |  |  |                                            |                                            |                                            |                                            |                                            |                                            |  |  |                                          |                                          |                                          |                                          |                                          |                                          |  |  |                                        |                                        |                                        |                                        |                                        |                                        |  |  |                                                  |                                                  |                                                  |                                                  |                                                  |                                                  |  |  |                                               |                                               |                                               |                                               |                                               |                                               |  |  |                                        |                                        |                                        |                                        |                                        |                                        |  |  |                                               |                                               |                                               |                                               |                                               |                                               |  |  |  |  |  |  |  |  |  |  |  |  |  |  |  |  |  |  |  |  |  |  |  |  |  |  |  |  |  |  |  |  |  |  |  |  |  |  |  |  |
|                                                |                                                |                                                |                                                |                                                |                                                |  |  |                              |                              |                              |                              |                              |                              |  |  |                                       |                                       |                                       |                                       |                                       |                                       |  |  |                                   |                                   |                                   |                                   |                                   |                                   |  |  |                                            |                                            |                                            |                                            |                                            |                                            |  |  | (3)Tấn Thành Đế Tư Mã Diễn 321-326-342   | (3)Tấn Thành Đế Tư Mã Diễn 321-326-342   | (3)Tấn Thành Đế Tư Mã Diễn 321-326-342   | (3)Tấn Thành Đế Tư Mã Diễn 321-326-342   | (3)Tấn Thành Đế Tư Mã Diễn 321-326-342   | (3)Tấn Thành Đế Tư Mã Diễn 321-326-342   |  |  | (4)Tấn Khang Đế Tư Mã Nhạc 322-342-344 | (4)Tấn Khang Đế Tư Mã Nhạc 322-342-344 | (4)Tấn Khang Đế Tư Mã Nhạc 322-342-344 | (4)Tấn Khang Đế Tư Mã Nhạc 322-342-344 | (4)Tấn Khang Đế Tư Mã Nhạc 322-342-344 | (4)Tấn Khang Đế Tư Mã Nhạc 322-342-344 |  |  | (9)Tấn Hiếu Vũ Đế Tư Mã Diệu 362-372-396         | (9)Tấn Hiếu Vũ Đế Tư Mã Diệu 362-372-396         | (9)Tấn Hiếu Vũ Đế Tư Mã Diệu 362-372-396         | (9)Tấn Hiếu Vũ Đế Tư Mã Diệu 362-372-396         | (9)Tấn Hiếu Vũ Đế Tư Mã Diệu 362-372-396         | (9)Tấn Hiếu Vũ Đế Tư Mã Diệu 362-372-396         |  |  |                                               |                                               |                                               |                                               |                                               |                                               |  |  |                                        |                                        |                                        |                                        |                                        |                                        |  |  |                                               |                                               |                                               |                                               |                                               |                                               |  |  |  |  |  |  |  |  |  |  |  |  |  |  |  |  |  |  |  |  |  |  |  |  |  |  |  |  |  |  |  |  |  |  |  |  |  |  |  |  |
|                                                |                                                |                                                |                                                |                                                |                                                |  |  |                              |                              |                              |                              |                              |                              |  |  |                                       |                                       |                                       |                                       |                                       |                                       |  |  |                                   |                                   |                                   |                                   |                                   |                                   |  |  |                                            |                                            |                                            |                                            |                                            |                                            |  |  | (3)Tấn Thành Đế Tư Mã Diễn 321-326-342   | (3)Tấn Thành Đế Tư Mã Diễn 321-326-342   | (3)Tấn Thành Đế Tư Mã Diễn 321-326-342   | (3)Tấn Thành Đế Tư Mã Diễn 321-326-342   | (3)Tấn Thành Đế Tư Mã Diễn 321-326-342   | (3)Tấn Thành Đế Tư Mã Diễn 321-326-342   |  |  | (4)Tấn Khang Đế Tư Mã Nhạc 322-342-344 | (4)Tấn Khang Đế Tư Mã Nhạc 322-342-344 | (4)Tấn Khang Đế Tư Mã Nhạc 322-342-344 | (4)Tấn Khang Đế Tư Mã Nhạc 322-342-344 | (4)Tấn Khang Đế Tư Mã Nhạc 322-342-344 | (4)Tấn Khang Đế Tư Mã Nhạc 322-342-344 |  |  | (9)Tấn Hiếu Vũ Đế Tư Mã Diệu 362-372-396         | (9)Tấn Hiếu Vũ Đế Tư Mã Diệu 362-372-396         | (9)Tấn Hiếu Vũ Đế Tư Mã Diệu 362-372-396         | (9)Tấn Hiếu Vũ Đế Tư Mã Diệu 362-372-396         | (9)Tấn Hiếu Vũ Đế Tư Mã Diệu 362-372-396         | (9)Tấn Hiếu Vũ Đế Tư Mã Diệu 362-372-396         |  |  |                                               |                                               |                                               |                                               |                                               |                                               |  |  |                                        |                                        |                                        |                                        |                                        |                                        |  |  |                                               |                                               |                                               |                                               |                                               |                                               |  |  |  |  |  |  |  |  |  |  |  |  |  |  |  |  |  |  |  |  |  |  |  |  |  |  |  |  |  |  |  |  |  |  |  |  |  |  |  |  |
|                                                |                                                |                                                |                                                |                                                |                                                |  |  |                              |                              |                              |                              |                              |                              |  |  |                                       |                                       |                                       |                                       |                                       |                                       |  |  |                                   |                                   |                                   |                                   |                                   |                                   |  |  |                                            |                                            |                                            |                                            |                                            |                                            |  |  |                                          |                                          |                                          |                                          |                                          |                                          |  |  |                                        |                                        |                                        |                                        |                                        |                                        |  |  |                                                  |                                                  |                                                  |                                                  |                                                  |                                                  |  |  |                                               |                                               |                                               |                                               |                                               |                                               |  |  |                                        |                                        |                                        |                                        |                                        |                                        |  |  |                                               |                                               |                                               |                                               |                                               |                                               |  |  |  |  |  |  |  |  |  |  |  |  |  |  |  |  |  |  |  |  |  |  |  |  |  |  |  |  |  |  |  |  |  |  |  |  |  |  |  |  |
|                                                |                                                |                                                |                                                |                                                |                                                |  |  |                              |                              |                              |                              |                              |                              |  |  |                                       |                                       |                                       |                                       |                                       |                                       |  |  |                                   |                                   |                                   |                                   |                                   |                                   |  |  | (6)Tấn Ai Đế Tư Mã Phi 341-361-365         | (6)Tấn Ai Đế Tư Mã Phi 341-361-365         | (6)Tấn Ai Đế Tư Mã Phi 341-361-365         | (6)Tấn Ai Đế Tư Mã Phi 341-361-365         | (6)Tấn Ai Đế Tư Mã Phi 341-361-365         | (6)Tấn Ai Đế Tư Mã Phi 341-361-365         |  |  | (7)Tấn Phế Đế Tư Mã Dịch 342-365-371-386 | (7)Tấn Phế Đế Tư Mã Dịch 342-365-371-386 | (7)Tấn Phế Đế Tư Mã Dịch 342-365-371-386 | (7)Tấn Phế Đế Tư Mã Dịch 342-365-371-386 | (7)Tấn Phế Đế Tư Mã Dịch 342-365-371-386 | (7)Tấn Phế Đế Tư Mã Dịch 342-365-371-386 |  |  | (5)Tấn Mục Đế Tư Mã Đam 343-344-361    | (5)Tấn Mục Đế Tư Mã Đam 343-344-361    | (5)Tấn Mục Đế Tư Mã Đam 343-344-361    | (5)Tấn Mục Đế Tư Mã Đam 343-344-361    | (5)Tấn Mục Đế Tư Mã Đam 343-344-361    | (5)Tấn Mục Đế Tư Mã Đam 343-344-361    |  |  | (10)Tấn An Đế Tư Mã Đức Tông 382-396-403 404-419 | (10)Tấn An Đế Tư Mã Đức Tông 382-396-403 404-419 | (10)Tấn An Đế Tư Mã Đức Tông 382-396-403 404-419 | (10)Tấn An Đế Tư Mã Đức Tông 382-396-403 404-419 | (10)Tấn An Đế Tư Mã Đức Tông 382-396-403 404-419 | (10)Tấn An Đế Tư Mã Đức Tông 382-396-403 404-419 |  |  | (11)Tấn Cung Đế Tư Mã Đức Văn 386-419-420-421 | (11)Tấn Cung Đế Tư Mã Đức Văn 386-419-420-421 | (11)Tấn Cung Đế Tư Mã Đức Văn 386-419-420-421 | (11)Tấn Cung Đế Tư Mã Đức Văn 386-419-420-421 | (11)Tấn Cung Đế Tư Mã Đức Văn 386-419-420-421 | (11)Tấn Cung Đế Tư Mã Đức Văn 386-419-420-421 |  |  |                                        |                                        |                                        |                                        |                                        |                                        |  |  |                                               |                                               |                                               |                                               |                                               |                                               |  |  |  |  |  |  |  |  |  |  |  |  |  |  |  |  |  |  |  |  |  |  |  |  |  |  |  |  |  |  |  |  |  |  |  |  |  |  |  |  |

## Các sự kiện chính
- Loạn bát vương (Bát vương chi loạn)
- Sự tàn phá của Ngũ Hồ
- Trận sông Phì

## Các danh tướng văn, võ nhà Tấn
- Đỗ Dự
- Vương Tuấn
- Vương Tuấn
- Vương Đạo
- Vương Đôn
- Tổ Địch
- Hoàn Ôn
- Đào Khản
- Vương Hi Chi
- Tạ Huyền
- Hoàn Huyền
- Lưu Lao Chi
- Lưu Dụ